# Método fonético
El método fonético (en inglés: Phonics) es un método para enseñar a leer y escribir a los principiantes. Utilizar el método fonético es enseñar la relación entre los sonidos de la lengua hablada (fonemas) y las letras (grafemas) o grupos de letras o sílabas de la lengua escrita. Este método también se conoce como principio alfabético o código alfabético y puede utilizarse con cualquier sistema de escritura alfabético, como el inglés, el ruso y la mayoría de las lenguas. El método fonético también se utiliza a veces como parte del proceso de enseñar a los chinos (y a los estudiantes extranjeros) a leer y escribir los caracteres chinos, que no son alfabéticos, utilizando el pinyin, que sí es alfabético.
Aunque los principios de este método suelen aplicarse independientemente del idioma o la región, los ejemplos de este artículo corresponden a la pronunciación general del inglés estadounidense.
El método fonético se enseña utilizando diversos enfoques, por ejemplo:
- Aprender sonidos individuales y sus letras correspondientes (por ejemplo, la palabra cat tiene tres letras y tres sonidos c - a - t, (en AFI:  /k/,  /æ/,  /t/)  mientras que la palabra flower tiene seis letras pero cuatro sonidos: f - l - ow - er, (en AFI:  /f/,  /l/,  /aʊ/,  /ər/).[6]

- Aprender los sonidos de letras o grupos de letras, a nivel de palabra, como sonidos similares (por ejemplo, cat, can, call), o rimas (por ejemplo, hat, mat y sat tienen la misma rima, «at»), o mezclas de consonantes (también grupos consonánticos en lingüística) (por ejemplo, bl como en black y st como en last), o sílabas (por ejemplo, pen-cil y al-pha-bet).[7]

- Hacer que los alumnos lean libros, jueguen y realicen actividades que contengan los sonidos que están aprendiendo.[8][9][10][11]

## Resumen
La lectura con el método fonético suele denominarse «decodificación de palabras», «pronunciación de palabras» o «relación entre letra y sonido». Dado que la fonética se centra en los sonidos y las letras de las palabras (es decir, es sublexical), a menudo se contrapone al lenguaje integral (una filosofía de enseñanza de la lectura por niveles de palabras) y a un enfoque de compromiso denominado alfabetización equilibrada (el intento de combinar el lenguaje integral y el método fonético).
Algunos críticos sugieren que este método impide a los niños leer «libros de verdad». Sin embargo, el Departamento de Educación de Inglaterra afirma que los niños deben practicar el método fonético leyendo libros acordes con el desarrollo de sus conocimientos y habilidades del método; y, al mismo tiempo, deben escuchar, compartir y discutir «una amplia gama de libros de alta calidad para desarrollar el amor por la lectura y ampliar su vocabulario». Además, los investigadores afirman que «la ruta fonológica es un componente esencial de la lectura hábil» y «para la mayoría de los niños requiere instrucción, por ello se utiliza el método fonético». Algunos recomiendan 20-30 minutos diarios de instrucción en método fonético en los grados K-2, unas 200 horas.
El Panel Nacional de Lectura de Estados Unidos llegó a la conclusión de que la enseñanza sistemática del método fonético es más eficaz que la enseñanza no sistemática del método fonético o la enseñanza sin este método. Algunos críticos sugieren que el método fonético, de manera sistemática, es «habilidad y ejercicio» con poca atención al significado. Sin embargo, los investigadores señalan que esta impresión es falsa. Los profesores pueden utilizar juegos o materiales atractivos para enseñar las conexiones entre letras y sonidos, y también puede incorporarse a la lectura de textos significativos.

### Historia
Durante el siglo XIX y hasta la década de 1970, el término phonics (fonético) se utilizaba como sinónimo de fonética. El uso del término en referencia al método de enseñanza está fechado en 1901 por el Oxford English Dictionary. La relación entre sonidos y letras es la parte fundamental del método fonético tradicional.
Este principio fue presentado por primera vez por John Hart en 1570. Antes de eso, los niños aprendían a leer mediante el método ABC, por el que recitaban las letras utilizadas en cada palabra, a partir de un texto familiar como el Génesis. Fue John Hart quien sugirió por primera vez que la atención debía centrarse en la relación entre lo que ahora se conoce como grafemas y fonemas.

### Conciencia fonémica
No confundir con el método fonético: la conciencia fonémica (CF) es la capacidad de oír, identificar y manipular los sonidos individuales del lenguaje hablado, independientemente de la escritura. La conciencia fonémica forma parte de la capacidad del lenguaje oral y es fundamental para aprender a leer. Para evaluar la conciencia fonémica o enseñarla de forma explícita, se propone a los alumnos una serie de ejercicios, como añadir un sonido (por ejemplo, Añadir el sonido th al principio de la palabra ink), cambiar un sonido (por ejemplo, En la palabra sing, cambiar el sonido ng por el sonido t) o eliminar un sonido (por ejemplo, En la palabra park, eliminar el sonido p). La conciencia fonémica y el conocimiento resultante del lenguaje hablado es el factor determinante más importante del éxito en la lectura temprana de un niño. La conciencia fonémica a veces se enseña por separado del método fonético y otras veces es el resultado de la enseñanza de este método (es decir, segmentar o combinar fonemas con letras). Es la parte de la conciencia fonológica que tiene que ver con los fonemas.

### Principio alfabético
También se le conoce como código alfabético. La ortografía inglesa se basa en el principio alfabético. En el ámbito educativo también se denomina código alfabético. En un sistema de escritura alfabético, las letras se utilizan para representar los sonidos del habla o fonemas. Por ejemplo, la palabra cat se escribe con tres letras, c, a y t, cada una de las cuales representa un fonema, respectivamente,  /k/,  /æ/ y /t/.
Las estructuras ortográficas de algunas lenguas alfabéticas, como el español, el ruso y el alemán, son comparativamente transparentes desde el punto de vista ortográfico, o poco profundas desde el punto de vista ortográfico, porque existe una correspondencia casi unívoca entre los sonidos y los patrones de letras que los representan. La ortografía inglesa es más compleja, una ortografía profunda, en parte porque intenta representar los más de 40 fonemas de la lengua hablada con un alfabeto compuesto por sólo 26 letras (y sin tildes ni diacríticos). Como resultado, a menudo se utilizan dos letras juntas para representar sonidos distintos, lo que se conoce como dígrafos. Por ejemplo, la t y la h colocadas una al lado de la otra representan  /θ/ como en math o  /ð/ como en father.
A lo largo de su historia, el inglés ha absorbido muchas palabras de otras lenguas, normalmente sin cambiar su ortografía. Como resultado, la forma escrita del inglés incluye los patrones ortográficos de muchas lenguas (inglés antiguo, nórdico antiguo, francés normando, latín clásico y griego, así como numerosas lenguas modernas) superpuestos. Estos patrones ortográficos superpuestos significan que, en muchos casos, el mismo sonido puede escribirse de forma diferente (por ejemplo, tray y break) y la misma grafía puede representar diferentes sonidos (por ejemplo, moon y book). Sin embargo, los patrones ortográficos suelen seguir ciertas convenciones. Además, el gran desplazamiento vocálico, un proceso lingüístico histórico en el que cambió la calidad de muchas vocales en inglés mientras que la ortografía se mantuvo como estaba, disminuyó enormemente la transparencia de la ortografía inglesa en relación con la pronunciación.
El resultado es que los patrones ortográficos ingleses varían considerablemente en cuanto al grado en que siguen las reglas. Por ejemplo, las letras ee casi siempre representan  /iː/ (por ejemplo, meet), pero el sonido también puede representarse con las letras e, i e y y los dígrafos ie, ei o ea (por ejemplo, she, sardine, sunny, chief, seize, eat). Del mismo modo, el grupo de letras ough representa  /ʌf/ como en enough,  /oʊ/ como en though, /uː/ como en through,  /ɒf/ como en cough,  /aʊ/ como en bough, /ɔː/ como en bought, y  /ʌp/ como en hiccough, mientras que en slough y lough, la pronunciación varía.
Aunque los patrones son incoherentes, cuando las reglas ortográficas inglesas tienen en cuenta la estructura silábica, la fonética, la etimología y los acentos, hay docenas de reglas que son fiables en un 75% o más. Este nivel de fiabilidad sólo puede alcanzarse ampliando las reglas mucho más allá del dominio del método fonético, que se ocupa de las correspondencias letra-sonido, y adentrándose en los dominios morfofonémico y morfológico.

## Grafías alternativas de los sonidos
A continuación se ofrece una selección de las grafías alternativas de los más de 40 sonidos del inglés basadas en la pronunciación general del inglés estadounidense, reconociendo que existen muchas variaciones regionales. Los profesores del método fonético sintético hacen hincapié en los sonidos de las letras y no en sus nombres (por ejemplo, mmm no em, sss no ess, fff no ef). Se suele recomendar que los profesores de lectura en inglés introduzcan primero los «sonidos más frecuentes» y las «grafías comunes» y dejen para más adelante los sonidos menos frecuentes y las grafías complejas. Por ejemplo, los sonidos /s/ y /t/ antes de /v/ y /w/; y las grafías cake antes de eight y cat antes de duck.
|  | Vocales cortas: a - mat, plaid, have, half, laugh e - bed, many, head, said, friend, guest i - fish, gym, busy, pretty, lynch, give o - on, father, saw, faucet, chalk, caught u - up, onion, touch, love, does, blood oo - look, push, should, wolf, | Vocales largas: a - cake, play, maid, break, eight, veil e - bee, eat, funny, she, scene, key i - bike, find, night, my, tie, island o - pony, rope, bow, boat, toe, dough u - cube, uniform, few, hue, feud, beauty oo - room, flu, suit, soup, groove, two ow - house, clown, plough oy - toy, oil, noise, gargoyle, turquoise | Vocales controladas por la R: air - chair, care, very, wary, carry, pear, where ar - art, heart, guardian, bazaar, are, sergeant ear - fear, steer, here er - butter, word, bird, color, turkey, earth or - sort, roar, floor, core, four, quart ure - cure, tourist |

|  | Consonantes simples: b - ball, rabbit c/k - camera, kitten, school, truck, occur, antique d - drive, rained, ladder f - first, photograph, stiff, laugh, calf, sapphire g - girl, egg, ghost, league, guard h - home, who j - jam, page, gym, fridge, soldier, adjust, region l - light, bell, people m - man, welcome, hammer, crumb, palm, column, phlegm n - new, sunny, know, gnat, pneumatic, mnemonic, handsome p - piano, puppy r - river, sorrow, wrist, colonel, corps, mortgage, rhythm s - smile, grass, sauce, mouse, city, scene t - travel, butter, slipped, debt, yacht, receipt v - van, glove w - wall, white y - yellow, onion z - zoo, fries, cheese, breeze, puzzle, scissors | Consonantes complejas y dígrafos: ch - chair, watch, cello, righteous, question, structure k+s1 - box, books, ducks, lakes k+w1 - queen -ul - table, animal, camel ng - spring sh - show, lotion, sure, chef, mission, ocean, special, th - think th - them g+z1 - exam, exist z-h - vision, treasure, azure, equation, garage, regime 1 Está claro que «k+s», «k+w» y «g+z» tienen dos sonidos que se mezclan. Sin embargo, a menudo se enseñan así para facilitar al alumno la comprensión de los sonidos de «x» y «qu». |

## Patrones de vocales y consonantes
A continuación se explican algunos patrones del método fonético.

### Patrones vocálicos fonéticos
- Las vocales cortas son las cinco vocales de una sola letra, a, e, i, o, y u, cuando producen los sonidos  /æ/ como en cat,  /ɛ/ como en bet,  /ɪ/ como en sit,  /ɒ/ como en hot, y  /ʌ/ como en cup. El término «vocal corta» es histórico, y significaba que en una época (en el inglés medio) estas vocales se pronunciaban durante un periodo de tiempo especialmente corto; actualmente, significa simplemente que no son diptongos como las vocales largas.

- Las vocales largas tienen el mismo sonido que los nombres de las vocales, como  /eɪ/ en bay,  /iː/ en bee,  /aɪ/ en mine,  /oʊ/ en no y  /juː/ en use. La forma en que los educadores utilizan el término «vocales largas» difiere de la forma en que los lingüistas utilizan este término. Los educadores cuidadosos utilizan el término «letras vocálicas largas» o «vocales largas», no «sonidos vocálicos largos», ya que cuatro de las cinco vocales largas (letras vocálicas largas) representan de hecho combinaciones de sonidos (a, i, o, y u, es decir  /eɪ/ en bay,  /aɪ/ en mine,  /oʊ/ en no y  /juː/ en use) y sólo una consiste en un único sonido vocálico largo ( /iː/ en bee), que es como los lingüistas utilizan el término. En las aulas, se enseña que las vocales largas tienen «los mismos sonidos que los nombres de las letras». Los profesores enseñan a los niños que una vocal larga «dice su nombre».

- La schwa es el tercer sonido que pueden representar la mayoría de las grafías de una sola vocal. Es el sonido indistinto de muchas vocales en una sílaba átona, y se representa con el símbolo lingüístico  /ə/; es el sonido de la o en lesson, de la a en sofa. Aunque es el sonido vocálico más común en el inglés hablado, la schwa no siempre se enseña a los alumnos de primaria porque a algunos les resulta difícil de entender. Sin embargo, algunos educadores sostienen que la schwa debería incluirse en los programas de lectura de primaria por su vital importancia en la correcta pronunciación de las palabras inglesas.

- Las sílabas cerradas son sílabas en las que una sola letra vocálica va seguida de una consonante. En la palabra button, ambas sílabas son sílabas cerradas (but.ton) porque contienen vocales simples seguidas de consonantes. Por lo tanto, la letra u representa el sonido corto  /ʌ/. (La o de la segunda sílaba produce el sonido  /ə/ porque es una sílaba átona).

- Las sílabas abiertas son sílabas en las que aparece una vocal al final de la sílaba. La vocal dirá su sonido largo. En la palabra basin, ba es una sílaba abierta y por tanto dice  /beɪ/.

- Los diptongos son elementos lingüísticos que fusionan dos sonidos vocálicos adyacentes. El inglés tiene cuatro diptongos comunes. Los diptongos comúnmente reconocidos son  /aʊ/ como en cow y  /ɔɪ/ como en boil. Tres de las vocales largas son también combinaciones de dos sonidos vocálicos, es decir, diptongos:  /aɪ/ como en I o mine,  /oʊ/ como en no, y  /eɪ/ como en bay, lo que explica en parte la razón por la que se consideran «largas».

- Los dígrafos vocálicos son aquellos patrones ortográficos en los que se utilizan dos letras para representar un sonido vocálico. La ai de sail es un dígrafo vocálico. Dado que la primera letra de un dígrafo vocálico a veces dice su sonido vocálico largo, como en sail, algunos programas de método fonético anteriormente enseñaban que «cuando dos vocales van caminando, la primera es la que habla». Esta convención se ha descartado casi universalmente debido a los muchos no-ejemplos, como la grafía au del sonido  /ɔː/ y la grafía oo de los sonidos  /uː/ y  /ʊ/, ninguno de los cuales sigue este patrón.

- Las grafías vocal-consonante-E son aquellas en las que una sola letra vocal, seguida de una consonante y la letra e forman el sonido vocálico largo. Esta tendencia suele denominarse «la E muda» o «la E mágica», con ejemplos como bake, theme, hike, cone y cute. (La grafía ee, como en meet se considera a veces, pero de forma inconsistente, parte de este patrón).

- Las sílabas controladas por la r incluyen aquellas en las que una vocal seguida de una r tiene un sonido diferente de su patrón regular. Por ejemplo, una palabra como car debería tener el patrón de una «sílaba cerrada» porque tiene una vocal y termina en consonante. Sin embargo, la a de car no tiene su sonido «corto» habitual ( /æ/ como en cat) porque está controlada por la r. La r cambia el sonido de la vocal que la precede. Otros ejemplos son: park, horn, her, bird y burn.

- La sílaba consonante-le es una sílaba final, situada al final de la palabra base/raíz. Contiene una consonante, seguida de las letras le. La e es muda y está presente porque se pronunciaba en el inglés anterior y la ortografía es histórica. Ejemplos: candle, stable y apple.

### Patrones consonánticos fonéticos
- Los dígrafos consonánticos son grafías en las que se utilizan dos letras para representar un único fonema consonántico. Los dígrafos consonánticos más comunes son ch para  /tʃ/, ng para /ŋ/, ph para /f/, sh para /ʃ/, th para  /θ/ y  /ð/. Las combinaciones de letras como wr para  /r/ y kn para  /n/ también son técnicamente dígrafos consonánticos, aunque son tan poco frecuentes que a veces se consideran patrones con «letras mudas».

- Los patrones de vocal corta+consonante implican la grafía de los sonidos  /k/ como en peek,  /dʒ/ como en stage y  /tʃ/ como en speech. Cada uno de estos sonidos tiene dos grafías posibles al final de la palabra: ck y k para  /k/, dge y ge para  /dʒ/ y tch y ch para  /tʃ/. La grafía viene determinada por el tipo de vocal que precede al sonido. Si el sonido va precedido de una vocal corta, se utiliza la grafía anterior, como en pick, judge y match. Si el sonido no va precedido de una vocal corta, se utiliza la segunda grafía, como en took, barge y launch.

Estos patrones son sólo algunos ejemplos de las docenas que pueden utilizarse para ayudar a los alumnos a desentrañar el difícil código alfabético inglés. Aunque es compleja, muchos creen que la ortografía inglesa conserva el orden y la razón.

## Eficacia de los programas y educación basada en pruebas
Investigadores como Joseph Torgesen estiman que «entre el cuatro y el seis por ciento» de los niños seguirían teniendo habilidades débiles de lectura de palabras incluso si estuvieran expuestos a intervenciones efectivas en el primer o segundo año de escuela. Sin embargo, en los Estados Unidos., el 20 % o más no cumple con las expectativas del grado.
Según el informe Nation's Report card de 2019, el 34% de los alumnos de cuarto curso en Estados Unidos no alcanzaron o superaron el nivel de lectura básico. Hubo una diferencia significativa por raza y etnia (por ejemplo, estudiantes afrodescendientes en 52% y estudiantes blancos en 23%). Tras el impacto de la pandemia de COVID-19, la puntuación media en lectura básica descendió un 3% en 2022.
Entre 2013 y 2027, 37 estados de los Estados Unidos han aprobado leyes o han aplicado nuevas políticas relacionadas con la enseñanza de la lectura basada en pruebas. Como resultado, muchas escuelas se están alejando de los programas de alfabetización de equilibrio que animan a los estudiantes a adivinar una palabra, y están introduciendo el método fonético en el que aprenden a «decodificar» (pronunciar) las palabras.
Las provincias canadienses de Ontario y Nueva Escocia, respectivamente, informaron que el 26% y el 30% de los estudiantes de tercer grado no cumplían con los estándares provinciales de lectura en 2019. En Ontario, el 53% de los estudiantes de tercer grado con necesidades educativas especiales (estudiantes que tienen un Plan de Educación Individual), no cumplían con el estándar provincial. En 2022, el ministro de Educación de Ontario anunció que iban a tomar medidas inmediatas para mejorar la alfabetización de los estudiantes y realizar reformas a largo plazo para modernizar la forma en que se enseña y se evalúa la lectura en las escuelas, centrándose en el método fonético. Su plan incluye «revisar el plan de estudios de Lengua de primaria y el curso de Inglés de 9º curso con enfoques científicos basados en pruebas que enfaticen la instrucción directa, explícita y sistemática, y eliminar las referencias al descubrimiento no científico y al aprendizaje basado en la investigación, incluido el sistema de tres pistas, para 2023».
Los defensores de la enseñanza de la lectura basada en pruebas sostienen que enseñar a leer sin enseñar fonética puede ser perjudicial para un gran número de alumnos, aunque en su opinión no todos los programas de enseñanza del método fonético son igual de eficaces. Según ellos, la eficacia de un programa depende del uso de técnicas específicas de currículo e instrucción, de la gestión del aula, del agrupamiento y de otros factores. La enseñanza del método fonético es también una parte importante de la ciencia de la lectura.
El interés en la educación basada en evidencias parece estar creciendo. En 2019, Best Evidence Encyclopedia (BEE) publicó una revisión de la investigación sobre 48 programas diferentes para lectores con dificultades en las escuelas primarias. Muchos de los programas utilizaron la enseñanza basada en el método fonéticoy/o uno o más de los siguientes: aprendizaje cooperativo, instrucción adaptativa apoyada por la tecnología, habilidades metacognitivas, lectura de palabras, fluidez, vocabulario, aprendizaje multisensorial, ortografía, lectura guiada, comprensión lectora, análisis de palabras, currículo estructurado y alfabetización equilibrada (enfoque sin el método fonético).
La revisión del BEE concluye que a) los resultados de las tutorías individuales fueron positivos; b) los resultados de las tutorías individuales en grupos reducidos fueron positivos, pero no tanto como los de las tutorías individuales; c) no hubo diferencias en los resultados entre profesores y asistentes de profesores como tutores; d) la enseñanza adaptativa con apoyo tecnológico no tuvo resultados positivos, e) los enfoques para toda la clase (sobre todo el aprendizaje cooperativo) y para toda la escuela que incorporan la tutoría obtuvieron resultados para los lectores con dificultades tan importantes como los obtenidos con la tutoría individualizada, y beneficiaron a muchos más alumnos, y f) los enfoques que combinan mejoras en el aula y en la escuela, con tutoría para los alumnos con más riesgo, tienen el mayor potencial para el mayor número de lectores con dificultades.
Robert Slavin, de BEE, llega a sugerir que los estados deberían «contratar a miles de tutores» para ayudar a los alumnos que obtienen resultados muy por debajo del nivel de su grado, especialmente en lectura en primaria. Según él, las investigaciones demuestran que «sólo las tutorías, tanto individuales como en grupos reducidos, en lectura y matemáticas, tienen un efecto superior a +0,10... las medias se sitúan en torno a +0,30», y que «los asistentes pedagógicos bien formados que utilizan materiales o programas informáticos de tutoría estructurada pueden obtener resultados tan buenos como los que obtienen los profesores titulados como tutores».
Otras bases de datos de comparación basadas en pruebas que incluyen el método fonético y otros métodos son Evidence for ESSA (Center for Research and Reform in Education) (que cumple las normas de la ley estadounidense Every Student Succeeds Act, y What Works Clearinghouse.

## Enseñanza de lectura con el método fonético

### Combinación del método fonético con otros métodos de alfabetización
El método fonético se enseña de muchas maneras y, a menudo, junto con algunos de los siguientes métodos: destrezas del lenguaje oral, conceptos sobre la letra impresa, conciencia fonológica, conciencia fonémica, fonología, fluidez oral, vocabulario, sílabas, comprensión lectora, ortografía, estudio de palabras, aprendizaje cooperativo, aprendizaje multisensorial y lectura guiada. Además, el método fonético aparece a menudo en los debates sobre la ciencia de la lectura, y las prácticas basadas en pruebas.
El Panel Nacional de Lectura (Estados Unidos, 2000) sugiere que el método fonético se enseñe junto con la conciencia fonémica, la fluidez oral, el vocabulario y la comprensión. Timothy Shanahan, miembro de dicho panel, sugiere que los alumnos de primaria reciban entre 60 y 90 minutos al día de instrucción explícita, sistemática y de lectoescritura, y que ésta se divida a partes iguales entre a) palabras y partes de palabras (por ejemplo, letras, sonidos, decodificación y conciencia fonémica), b) fluidez de lectura oral, c) comprensión de lectura y d) escritura. Además, afirma que «las habilidades de conciencia fonémica que se ha descubierto que proporcionan la mayor ventaja lectora a los niños de preescolar y primer grado son la segmentación y la combinación».
La Asociación de Decanos de Educación de Ontario (Canadá) publicó la monografía de investigación n.º 37 titulada Supporting early language and literacy with suggestions for parents and teachers in helping children prior to grade one. Esta investigación abarca las áreas de los nombres de las letras y la correspondencia letra-sonido (método fonético), así como la conversación, el aprendizaje basado en el juego, la letra impresa, la conciencia fonológica, la lectura compartida y el vocabulario.

### Palabras y vocabulario visuales
Las palabras a primera vista (o sight words es decir, las palabras comunes o de alta frecuencia) no forman parte del método fonético. Suelen asociarse con el lenguaje integral y la alfabetización equilibrada, en los que se espera que los alumnos memoricen palabras comunes como las de la lista de palabras Dolch y la lista de palabras Fry (por ejemplo, a, be, call, do, eat, fall, gave, etc.). El supuesto (en el lenguaje integral) es que los alumnos aprenderán a leer más fácilmente si memorizan las palabras más comunes con las que se encontrarán, especialmente las palabras que no son fáciles de descodificar (es decir, las excepciones). Sin embargo, según las investigaciones, la memorización de palabras completas es «trabajosa», ya que requiere una media de unos 35 ensayos por palabra.
Por otro lado, los defensores del método fonético afirman que la mayoría de las palabras son decodificables, por lo que comparativamente hay que memorizar pocas palabras. Por ello, con el tiempo, un niño se encontrará con muchas palabras de baja frecuencia, «el mecanismo de recodificación fonológica es un mecanismo muy potente, de hecho esencial, a lo largo del desarrollo de la lectura». Además, los investigadores sugieren que los profesores que no enseñan el método fonético para facilitar la tarea a los niños «están obteniendo el efecto contrario», al dificultar que los niños adquieran las destrezas básicas de reconocimiento de palabras. Ellos sugieren que los alumnos se centren en comprender los principios fonéticos para que puedan reconocer los solapamientos fonéticos entre las palabras (por ejemplo, have, had, has, having, haven't, etc.), lo que facilita la descodificación de todas ellas.
El vocabulario visual forma parte del método fonético y describe las palabras que se almacenan en la memoria a largo plazo y se leen automáticamente. Los lectores completamente alfabéticos aprenden a almacenar palabras en la memoria a largo plazo sin memorizarlas (es decir, con un diccionario mental), lo que facilita la lectura y la comprensión. El proceso, denominado mapeo ortográfico, implica descodificación, comprobación cruzada, marcado mental y relectura. Esto lleva mucho menos tiempo que la memorización. Este proceso funciona para los lectores completamente alfabéticos cuando leen palabras decodificables sencillas de izquierda a derecha a través de la palabra. Las palabras irregulares plantean más dificultades, pero una investigación realizada en 2018 concluyó que los «alumnos totalmente alfabéticos» aprenden palabras irregulares con más facilidad cuando utilizan un proceso denominado decodificación jerárquica. En este proceso, a los estudiantes, en lugar de decodificar de izquierda a derecha, se les enseña a centrar la atención en los elementos irregulares, como un dígrafo vocálico y una e silenciosa; por ejemplo, break (b - r - ea - k), height (h - eigh - t), touch (t - ou - ch) y make (m - a- ke). En consecuencia, sugieren que los profesores y tutores se centren en «enseñar la decodificación con patrones vocálicos más avanzados antes de esperar que los jóvenes lectores se enfrenten a palabras irregulares».

### método fonético sistemático
El fonético sistemático no es un método específico de enseñanza fonética; es un término utilizado para describir los enfoques fonéticos que se enseñan de forma explícita, estructurada y sistemática. Son sistemáticos porque las letras y los sonidos con los que se relacionan se enseñan en una secuencia específica, en lugar de incidentalmente o «cuando es necesario».
A veces, el fonético sistemático se califica erróneamente de «habilidad y ejercicio» con escasa atención al significado. Sin embargo, los investigadores señalan que esta impresión es falsa. Los profesores pueden utilizar juegos o materiales atractivos para enseñar las conexiones entre letras y sonidos, y también puede incorporarse a la lectura de textos significativos.
Lo fonético puede enseñarse sistemáticamente de diversas formas, como: fonético sintético, fonético analítico y fonético por analogía. Sin embargo, su eficacia varía considerablemente porque los métodos difieren en aspectos como el alcance de la cobertura letra-sonido, la estructura de los planes de clase y el tiempo dedicado a instrucciones específicas.
Lo fonético sistemático ha ido ganando aceptación en distintas partes del mundo desde la realización de tres importantes estudios sobre la enseñanza de la lectura: uno en Estados Unidos en 2000, otro en Australia en 2005, y otro en el Reino Unido en 2006.
En 2009, el Departamento de Educación del Reino Unido publicó una revisión del plan de estudios que añadió apoyo al fonético sintético, que en el Reino Unido se conoce como fonético sintético. A partir de 2014, varios estados de los Estados Unidos han cambiado su plan de estudios para incluir la enseñanza de lo fonético sistemático en la escuela primaria. En 2018, el Gobierno del Estado de Victoria, Australia, publicó un sitio web que contiene un amplio conjunto de herramientas para la enseñanza de la alfabetización que incluye la enseñanza eficaz de la lectura, el método fonético y ejemplos de lecciones del método fonético.

### método fonético sintético
El método fonético sintético, también conocido como método fonético combinado, es un método empleado para enseñar a los alumnos a leer pronunciando las letras y luego combinando los sonidos para formar la palabra. Este método implica aprender cómo las letras o los grupos de letras representan sonidos individuales, y que esos sonidos se mezclan para formar una palabra. Por ejemplo, shrouds se leería pronunciando los sonidos de cada grafía, sh,r,ou,d,s (AFI /ʃ, r, aʊ, d, z/), y luego mezclando esos sonidos oralmente para producir una palabra hablada, sh - r - ou - d - s = shrouds  (AFI /ʃraʊdz/). El objetivo de un programa de enseñanza de fonético mixto o de fonético sintético es que los alumnos identifiquen las correspondencias sonido-símbolo y combinen sus fonemas automáticamente. Desde 2005, el fonético sintético se ha convertido en el método aceptado de enseñanza de la lectura (mediante instrucción fonética) en el Reino Unido y Australia. En Estados Unidos, un programa piloto del programa Core Knowledge Early Literacy que utilizaba este tipo de enfoque fonético mostró resultados significativamente superiores en lectura de K-3 en comparación con las escuelas de comparación. Además, varios estados como California, Ohio, Nueva York y Arkansas, promueven los principios del fonético sintético (véase la fonética sintética en EE. UU.).

### método fonético analítico y fonético analógico
El método fonético analítico no consiste en pronunciar sonidos individuales (fonemas) de forma aislada y combinarlos, como se hace en el fonético sintético. En cambio, se enseña a nivel de palabra y los alumnos aprenden a analizar las relaciones entre letras y sonidos una vez identificada la palabra. Por ejemplo, los alumnos analizan las correspondencias entre letras y sonidos, como la grafía ou de  /aʊ/ en shrouds. También se puede pedir a los alumnos que practiquen diciendo palabras con sonidos similares como ball, bat y bite. Además, se enseña a los alumnos mezclas de consonantes (consonantes separadas y adyacentes) como unidades, como break o shrouds.
El fonético analógico es un tipo particular de fonético analítico en la que el profesor hace que los alumnos analicen los elementos fonéticos en función de los sonidos del habla (fonogramas) de la palabra. Uno de los métodos se denomina enfoque «inicio-rimas». El inicio es el sonido inicial y la rima es la vocal y los sonidos consonánticos que la siguen. Por ejemplo, en las palabras cat, mat y sat, la rima es at). Los profesores que utilizan el método de la analogía pueden hacer que los alumnos memoricen un banco de fonogramas, como -at o -am.
Los profesores también pueden enseñar a los alumnos las familias de palabras (por ejemplo, can, ran, man, o may, play, say). Cuando los alumnos están expuestos a diferentes familias de palabras, son capaces de identificar, analizar y construir diferentes patrones de palabras que riman. Un ejemplo de la creciente capacidad de un alumno para construir un patrón de palabras que riman con el grafema oa sería el siguiente: road, toad, load y goad. Ejemplos de otros grafemas reconocibles que permiten a los alumnos construir patrones de palabras que riman son at, igh, ew, oo, ou y air. En la tabla siguiente se pueden ver más combinaciones de letras o grafemas para apoyar la capacidad creciente de los alumnos de construir un patrón de palabras que riman con fonemas o sonidos del habla similares:
| Consonante dígrafo | Sonido de vocales cortas | Sonido de vocales largas | Vocales diptongo |
| ------------------ | ------------------------ | ------------------------ | ---------------- |
| ng                 | ea                       | ai                       | ou_e             |
| tch                | ough                     | e_e                      | oy               |
|                    | aw                       | ea                       |                  |

Las combinaciones de letras o grafemas de las palabras nuevas deben tener letras que los alumnos ya hayan aprendido y puedan reconocer por sí mismos.
Se han realizado muchos estudios de investigación experimentales y estudios de datos correlacionales sobre la eficacia de la instrucción con el método fonético analítico y el fonético sintético. Johnston et al. (2012) realizaron estudios de investigación experimental que probaron la eficacia de la instrucción del aprendizaje del método fonético entre niños y niñas de 10 años. Ellos utilizaron datos comparativos del Informe de Clackmannanshire y eligieron a 393 participantes para comparar la instrucción del método fonético sintético y la instrucción del fonético analítico. Los niños a los que se les enseñó con el método fonético sintético tenían mejor lectura de palabras que las niñas de sus clases, y su ortografía y comprensión lectora eran igual de buenas. Por otro lado, con la enseñanza del método fonético analítico, aunque los chicos obtenían tan buenos resultados como las chicas en la lectura de palabras, su ortografía y comprensión lectora eran inferiores. En general, el grupo al que se enseñaba con fonético sintético tenía mejor lectura de palabras, ortografía y comprensión lectora. Además, el fonético sintético no provocó ningún deterioro en la lectura de palabras irregulares.

### método fonético integrado con minilecciones
El método fonético integrado, también conocida como fonético incidental, es el tipo de enseñanza fonética que se utiliza en los programas de lenguaje integral. No se trata del fonético sistemático. Aunque en los programas de lenguaje integral no se hace hincapié en las destrezas fonéticas, algunos profesores incluyen «minilecciones» fonéticas cuando los alumnos tienen dificultades con las palabras al leer un libro. Se incluyen lecciones breves basadas en elementos fonéticos con los que los alumnos tienen problemas, o en un patrón fonético nuevo o difícil que aparece en una tarea de lectura de la clase. Por lo general, se mantiene el enfoque en el significado, pero la minilección proporciona algo de tiempo para centrarse en los sonidos individuales y las letras que los representan. El método fonético integrado se diferencia de otros métodos en que la enseñanza se realiza siempre en el contexto de la literatura y no en lecciones separadas sobre los distintos sonidos y letras, y en que las destrezas se enseñan cuando surge la oportunidad, no sistemáticamente.

### método fonético a través de la ortografía
Para algunos profesores es un método de enseñanza de la ortografía a través de los sonidos (fonemas), pero también puede ser un método de enseñanza de la lectura centrado en los sonidos y su ortografía (es decir, fonemas y sílabas). Se enseña de forma sistemática con lecciones guiadas que se llevan a cabo de manera directa y explícita e incluyen una retroalimentación adecuada. A veces se utilizan tarjetas mnemotécnicas que contienen sonidos individuales para que el alumno practique la pronunciación de los sonidos relacionados con una letra o letras (por ejemplo, a, e, i, o, u). La precisión es lo primero, seguida de la velocidad. Los sonidos pueden agruparse por categorías, como las vocales que suenan cortas (por ejemplo, c-a-t y s-i-t). Cuando el alumno se sienta cómodo reconociendo y pronunciando los sonidos, se pueden seguir los siguientes pasos: a) el tutor dice una palabra y el alumno la repite en voz alta, b) el alumno escribe cada sonido (letra) hasta que la palabra esté completamente escrita, pronunciando cada sonido a medida que se escribe, y c) el alumno pronuncia la palabra completa en voz alta. Un método alternativo consiste en que el alumno utilice tarjetas mnemotécnicas para pronunciar (deletrear) la palabra.
Normalmente, la enseñanza comienza con sonidos de una sola letra y palabras CVC sencillas, como sat y pin. A continuación, se pasa a palabras más largas, sonidos con más de una letra (por ejemplo, hear y day) e incluso sílabas (por ejemplo, wa-ter). A veces, el alumno practica diciendo (o pronunciando) tarjetas que contienen palabras enteras.

## «Guerra de la lectura»: método fonético contra el lenguaje integral
Durante décadas se ha debatido sobre las ventajas del método fonético frente al lenguaje integral, conocido en el Reino Unido como «look and say». A veces se denomina la «Guerra de la lectura».

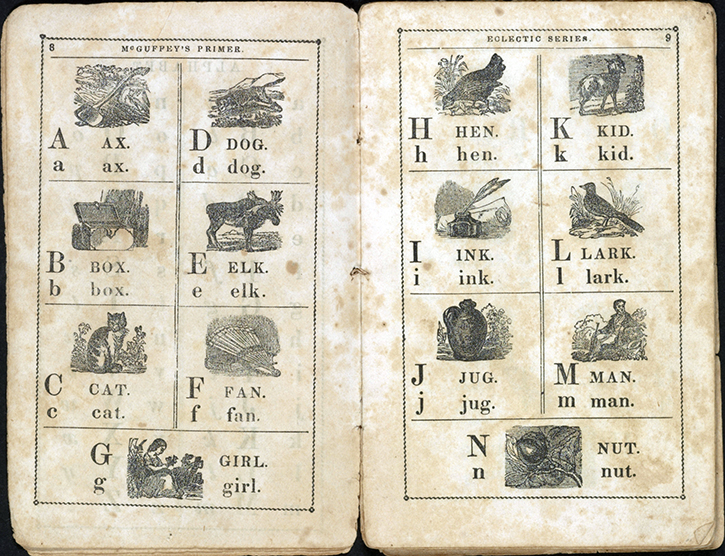
McGuffey's Primer, 1836.

El método fonético fue una forma popular de aprender a leer en el siglo XIX. William Holmes McGuffey (1800-1873), educador, escritor y ministro presbiteriano estadounidense que se interesó durante toda su vida por la enseñanza de los niños, compiló los cuatro primeros libros de McGuffey Readers en 1836.
Más tarde, en 1841, Horace Mann, secretario del Consejo de Educación de Massachusetts, abogó por un método de enseñanza de la lectura con palabras completas que sustituyera al método fonético. Rudolf Flesch abogó por el retorno a la fonética en su libro Why Johnny Can't Read (1955).
El método de la palabra completa recibió el apoyo de Kenneth J. Goodman, que escribió un artículo en 1967 titulado Reading: A psycholinguistic guessing game. En él, afirma que la lectura eficaz es el resultado de la «habilidad para seleccionar el menor número de pistas productivas necesarias para producir conjeturas correctas a la primera». Aunque no está respaldada por estudios científicos, la teoría se convirtió en el método del lenguaje integral. Desde la década de 1970, algunos partidarios del lenguaje integral, como Frank Smith, son inflexibles al afirmar que el método fonético debería enseñarse poco o nada.
Sin embargo, otros investigadores afirman que la enseñanza del método fonético y la conciencia fonémica son «de vital importancia» y «esenciales» para desarrollar las destrezas lectoras tempranas. En 2000, el Panel Nacional de Lectura de Estados Unidos identificó cinco elementos para una enseñanza eficaz de la lectura, de los cuales el método fonético es uno de ellos; los otros cuatro son la conciencia fonémica, la fluidez, el vocabulario y la comprensión. Informes de otros países, como el informe australiano Teaching reading (2005) y el Independent review of the teaching of early reading (Rose Report 2006) del Reino Unido también han apoyado el uso del método fonético.
Algunos investigadores notables han manifestado claramente su desaprobación del lenguaje integral. El neurocientífico cognitivo Stanislas Dehaene ha afirmado que «la psicología cognitiva refuta directamente cualquier noción de enseñanza mediante un método “global” o de “lenguaje integral”». Continúa hablando del «mito de la lectura de palabras completas» (también: palabras a la vista), diciendo que ha sido refutado por experimentos recientes. «No reconocemos una palabra impresa a través de una captación holística de sus contornos, porque nuestro cerebro la descompone en letras y grafemas". Mark Seidenberg se refiere al lenguaje integral como un “zombi teórico” porque persiste a pesar de la falta de pruebas que lo respalden.
Además, un estudio de 2017 publicado en el Journal of Experimental Psychology comparó la enseñanza fonética frente a la enseñanza de palabras escritas enteras y concluyó que el fonético es más eficaz. En él se afirma que «nuestros resultados sugieren que la alfabetización temprana debería centrarse en las sistematicidades presentes en las relaciones entre letras y sonidos en los lenguajes alfabéticos, en lugar de enseñar estrategias basadas en el significado, con el fin de mejorar tanto la lectura en voz alta como la comprensión de las palabras escritas».
Recientemente, algunos educadores han defendido la teoría de la alfabetización equilibrada, que supuestamente combina el método fonético y el lenguaje integral, aunque no necesariamente de forma coherente o sistemática. Puede incluir elementos como el estudio de palabras y las minilecciones fonéticas, el aprendizaje diferenciado, las pistas, la lectura nivelada, la lectura compartida, la lectura guiada, la lectura independiente y las palabras a la vista. Según una encuesta realizada en 2010, el 68% de los profesores de K-2 en Estados Unidos practican la alfabetización equilibrada; sin embargo, solo el 52% de los profesores incluyeron el método fonético en su definición de alfabetización equilibrada. Además, el 75% de los profesores enseñan el sistema de tres pistas (es decir, significado/estructura/visual o semántico/sintáctico/grafológico) que tiene sus raíces en el lenguaje integral.
Además, algunos partidarios del método fonético afirman que la alfabetización equilibrada no es más que el lenguaje integral con otro nombre, y los críticos del lenguaje integral y escépticos de la alfabetización equilibrada, como el neurocientífico Mark Seidenberg, afirman que no se debe animar a los lectores con dificultades a saltarse palabras que les resulten enigmáticas o a confiar en claves semánticas y sintácticas para adivinar las palabras.
Con el tiempo, un número cada vez mayor de países y estados han hecho mayor hincapié en el método fonético y otras prácticas basadas en pruebas.

### Visión sencilla de la lectura

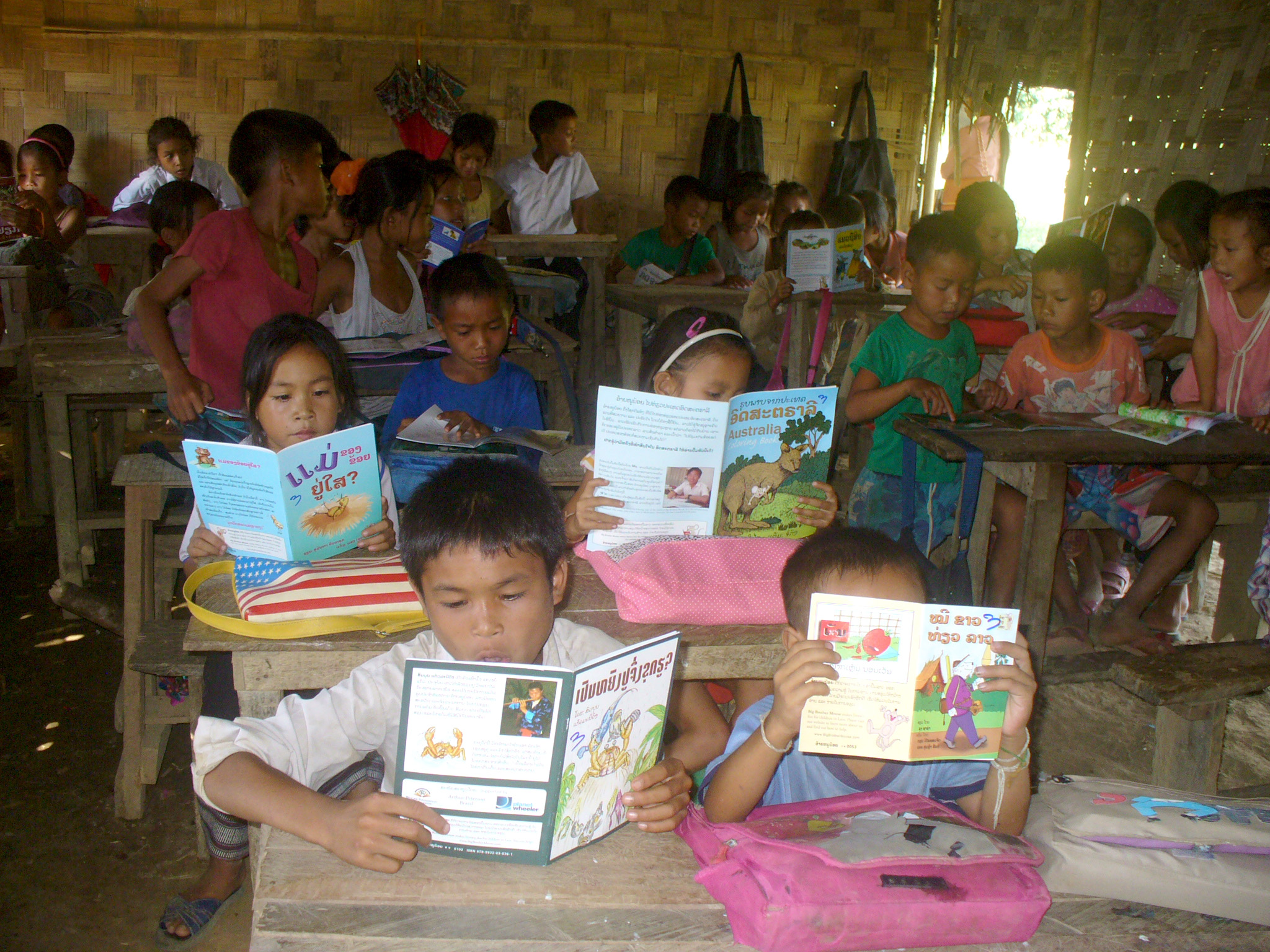
Tiempo de lectura en una escuela primaria rural de Laos.

La visión simple de la lectura es una teoría científica sobre la comprensión lectora. Sus creadores esperaban que ayudara a poner fin a las guerras de lectura. Según esta teoría, para comprender lo que leen los alumnos necesitan tanto la capacidad de descodificación como la de comprensión del lenguaje oral; ninguna de las dos es suficiente por sí sola.
La fórmula es: Descodificación × Comprensión del lenguaje oral = Comprensión lectora.
Los alumnos no leen si pueden descodificar las palabras pero no comprenden su significado. Del mismo modo, los alumnos no leen si no pueden descodificar palabras que normalmente reconocerían y entenderían si las oyeran en voz alta.

## Prácticas por país o región
A continuación se ofrecen ejemplos de cómo se utiliza el método fonético en algunos países:

### América Latina y el Caribe
Según las Revisiones Sistemáticas Campbell del 2019, aproximadamente 250 millones de niños en todo el mundo no están adquiriendo las habilidades básicas de lectura y matemáticas, a pesar de que alrededor del 50% de ellos han pasado al menos 4 años en la escuela (UNESCO 2014). Además, más del 60% de los estudiantes de tercer grado en América Latina y el Caribe (ALC) solo han alcanzado las habilidades básicas de lectura, en parte debido a la falta de capacitación, preparación y apoyo a los maestros basados en la evidencia.
La revisión resume los resultados de 107 estudios sobre intervenciones de alfabetización en los primeros grados (EGL por sus siglas en inglés) en ALC. Llegan a la conclusión de que, en promedio, los programas de formación del profesorado, nutrición y tecnología en la educación no muestran efectos positivos en los resultados de la EGL en la región de ALC. Sin embargo, algunos factores pueden tener efectos positivos, como la combinación de la formación del profesorado con la orientación, la orientación de los programas de alimentación escolar y otros programas de nutrición a los países de renta baja con altas tasas de retraso del crecimiento y emaciación, y la combinación de programas de tecnología en la educación con un fuerte enfoque en las prácticas pedagógicas.
También sugieren que «los estudios cuantitativos sin intervención indican que la conciencia fonémica, el método fonético, la fluidez y la comprensión están asociadas a la capacidad lectora», y que los bajos niveles de lectura de los niños «pueden ser consecuencia de no proporcionarles instrucciones adecuadas sobre estrategias metafonológicas y el método fonético explícito y sistemático». Sin embargo, los estudios disponibles no son capaces de aportar pruebas concluyentes sobre los efectos de la enseñanza de la conciencia fonémica, el método fonético, la fluidez y la comprensión en la capacidad lectora, lo que sugiere la necesidad de realizar más investigaciones de alta calidad.
El Progress in International Reading Literacy Study (PIRLS 2016) describe las iniciativas especiales de lectura en Trinidad y Tobago. En 2013, la Comisión Nacional para la UNESCO puso en marcha el proyecto Leading for Literacy para desarrollar las habilidades de alfabetización de los estudiantes de primer y segundo grado. El proyecto facilita la formación de profesores de primaria en el uso de un programa fonético sintético.
De 2013 a 2015, el Ministerio de Educación de Trinidad y Tobago nombró a siete especialistas en lectura para ayudar a los profesores de primaria y secundaria a mejorar su enseñanza de la lectoescritura. De febrero de 2014 a enero de 2016, se contrató a entrenadores de alfabetización en escuelas primarias seleccionadas para ayudar a los maestros de jardín de infancia, primer grado y segundo grado con la pedagogía y el contenido de la instrucción de alfabetización temprana. Las escuelas primarias han recibido recursos de alfabetización para la instrucción, incluida la conciencia fonémica, el reconocimiento de palabras, los manipulativos de vocabulario, el método fonético y la comprensión.

### Australia
El 30 de noviembre de 2004, Brendan Nelson, Ministro de Educación, Ciencia y Formación, estableció una Investigación Nacional sobre la Enseñanza de la Lectura y la Escritura en Australia. La investigación examinó la forma en que se enseña la lectura en las escuelas, así como la eficacia de los cursos de formación del profesorado en la preparación para la enseñanza de la lectura. En el informe resultante de 2005, Teaching Reading, las dos primeras recomendaciones dejan clara la convicción del comité sobre la necesidad de basar la enseñanza de la lectura en pruebas y la importancia de enseñar el método fonético sistemático, dentro de un enfoque integrado.
El resumen ejecutivo afirma lo siguiente: «Las pruebas son claras... de que la enseñanza sistemática directa del método fonético durante los primeros años de escolarización es una base esencial para enseñar a los niños a leer. Los resultados de la investigación indican que todos los alumnos aprenden mejor cuando los profesores adoptan un enfoque integrado de la lectura que enseña explícitamente la conciencia fonémica, el método fonético, la fluidez, el conocimiento del vocabulario y la comprensión». La Comisión de Investigación también afirma que la aparente dicotomía entre la enseñanza fonética y el enfoque integral del lenguaje «es falsa». Sin embargo, continúa diciendo que «estaba claro, no obstante, que la enseñanza fonética sistemática es fundamental si se quiere enseñar a los niños a leer bien, tengan o no dificultades lectoras».
En el resumen ejecutivo continúa diciendo lo siguiente:
«En general, llegamos a la conclusión de que el enfoque fonético sintético, como parte del plan de estudios de lectura, es más eficaz que el enfoque fonético analítico, incluso cuando se complementa con la formación de la conciencia fonémica. También llevó a los niños a leer palabras significativamente mejor que las niñas, y hubo una tendencia hacia una mejor ortografía y comprensión lectora. Hay evidencia de que el enfoque fonético sintético se enseña mejor al comienzo de la Primaria 1, ya que incluso al final del segundo año en la escuela los niños en el programa fonético sintético temprano tenían una mejor capacidad de ortografía, y las niñas tenían una capacidad de lectura significativamente mejor».
A partir del 5 de octubre de 2018, El Gobierno del Estado de Victoria, Australia, publica un sitio web que contiene un amplio conjunto de herramientas para la enseñanza de la alfabetización que incluye Instrucción de lectura eficaz, el método fonético y lecciones fonéticas como ejemplo. Contiene elementos del fonético sintético, fonético analítico y fonético analógico.
En 2016, Australia ocupó el puesto 21 en el ranking PIRLS de rendimiento en lectura para alumnos de cuarto curso.

### Canadá
En Canadá, la educación pública es responsabilidad de los gobiernos provinciales y territoriales. Al igual que en otros países, se ha debatido mucho sobre el valor del método fonético en la enseñanza de la lectura en inglés; sin embargo, la conciencia fonológica y el método fonético parecen estar recibiendo cierta atención. Los planes de estudios de todas las provincias canadienses incluyen algunos de los siguientes elementos: método fonético, conciencia fonológica, segmentación y combinación, descodificación, conciencia fonémica, claves grafofonéticas y relaciones entre letras y sonidos. Además, el método fonético sistemático y el fonético sintético recibieron atención en algunas publicaciones.
Sin embargo, algunas de las prácticas del lenguaje integral son evidentes, como:
- Columbia Británica: «utilizar sistemáticamente tres sistemas de pistas, de significado, de estructura y visuales» y «utilizar ilustraciones y conocimientos previos para predecir el significado».[133]

- Alberta: «uso de pistas como imágenes, contexto, fonético, conciencia gramatical y conocimientos previos» y «uso de diversas estrategias, como hacer predicciones, releer y seguir leyendo».[150]

- Saskatchewan: «utilizar los sistemas de pistas para construir el significado a partir del texto».[151]

- Manitoba: «utilizar pistas sintácticas, semánticas y grafofonéticas para construir y confirmar el significado en el contexto».[152]

- Ontario: «predecir el significado de palabras desconocidas y resolverlas utilizando diferentes tipos de claves, entre ellas: claves semánticas (significado), claves sintácticas (estructura del lenguaje) y claves grafofonéticas (fonológicas y gráficas)».[153]

- Quebec: «uso de imágenes y otras representaciones gráficas para interpretar textos».[154]

- Nueva Escocia: «sistemas de pistas (contexto, significado, estructura y visual)»;[155] «predecir basándose en lo que tiene sentido, lo que suena bien y lo que sugiere la letra impresa»;[156] «programa de alfabetización equilibrada» y «buscar y utilizar el significado y la estructura y/o la información visual (MSV)».[157]

- Terranova y Labrador: «utilizar e integrar, con apoyo, los distintos sistemas de pistas (pragmática, semántica, sintáctica y grafofonética)».[158]

En consecuencia, con la excepción de las que se indican a continuación, no parece haber pruebas de una práctica exhaustiva o sistemática del método fonético en la mayoría de las escuelas públicas de Canadá.
En 2016, entre 50 países, Canadá ocupó el puesto 23 en el ranking PIRLS de rendimiento en lectura para alumnos de cuarto curso.
En 2018, Canadá ocupó el sexto lugar entre 78 países en los resultados de lectura de PISA para estudiantes de 15 años. Sin embargo, los críticos afirman que PISA es fundamentalmente defectuoso, y en 2014 más de 100 académicos de todo el mundo pidieron una moratoria de PISA.
En 2021, la provincia de Nueva Brunswick introdujo un nuevo plan de estudios de lengua y literatura inglesas que incluye la conciencia fonológica, el método fonético, la fluidez, el vocabulario y la comprensión lectora. En particular, la enseñanza de habilidades alfabéticas basadas en la ciencia de la lectura ha sustituido el uso de diversos sistemas de pistas y una variedad de estrategias para construir el significado del texto.
El 27 de enero de 2022, la Comisión de Derechos Humanos de Ontario (OHRC) publicó un informe sobre su investigación pública sobre el derecho a la lectura, tras la decisión unánime de la Corte Suprema de Canadá, el 9 de noviembre de 2012, que reconocía que aprender a leer no es un privilegio, sino un derecho humano básico y esencial.
El informe de la OHRC se ocupa de todos los alumnos, no sólo de aquellos con dificultades de aprendizaje. La investigación concluyó que Ontario no está cumpliendo con sus obligaciones de satisfacer el derecho a la lectura de los alumnos. En concreto, el sistema educativo de Ontario no se centra eficazmente en las destrezas básicas de lectura de palabras. Con enfoques basados en la ciencia para la enseñanza de la lectura, la detección temprana y la intervención, deberíamos ver solo alrededor del 5% de los estudiantes que leen por debajo del nivel de grado. Sin embargo, en 2018-2019, el 26% de todos los estudiantes de tercer grado de Ontario y el 53% de los estudiantes de tercer grado con necesidades educativas especiales (estudiantes que tienen un Plan de Educación Individual), no cumplían con el estándar provincial de EQAO. Los resultados solo mejoraron ligeramente para los alumnos de 6.º curso, donde el 19 % de todos los alumnos y el 47 % de los alumnos con necesidades educativas especiales no cumplían el estándar provincial.
El plan de estudios de Ontario fomenta el uso del sistema de tres pistas y la alfabetización equilibrada, que son ineficaces porque enseñan a los niños a «adivinar» el significado de una palabra en lugar de pronunciarla. Lo que se necesita es a) un plan de estudios y una enseñanza basados en pruebas (incluida la enseñanza explícita y sistemática de la conciencia fonémica y el método fonético), b) evaluaciones de detección basadas en pruebas, c) intervenciones de lectura basadas en pruebas, d) adaptaciones que no se utilicen como sustituto de la enseñanza de la lectura a los alumnos, y e) evaluaciones profesionales (sin embargo, no son necesarias para las intervenciones o adaptaciones).
El Ministro de Educación de Ontario respondió a este informe afirmando que el gobierno está tomando medidas inmediatas para mejorar la alfabetización de los alumnos y realizando reformas a más largo plazo para modernizar la forma en que se enseña y se evalúa la lectura en las escuelas, centrándose en el método fonético. Su plan incluye «revisar el plan de estudios de Lengua de primaria y el curso de Inglés de 9º curso con enfoques científicos y basados en pruebas que enfaticen la instrucción directa, explícita y sistemática, y eliminar las referencias al descubrimiento no científico y al aprendizaje basado en la indagación, incluido el sistema de tres pistas, para 2023». En enero de 2024, la provincia dio a conocer un plan de estudios de vuelta a lo básico para el jardín de infancia. Este plan de estudios proporcionará una instrucción clara y directa basada en la evidencia en alfabetización, incluyendo la comprensión de las relaciones sonido-letra, el desarrollo del conocimiento del método fonético y el uso de vocabulario específico.

### Estados Unidos
Durante más de un siglo se ha debatido si el método fonético inglés debe o no utilizarse en la enseñanza de la lectura inicial.
El uso del método fonético en la educación en Estados Unidos se remonta al menos a la obra de Favell Lee Mortimer, entre cuyos trabajos con fonética se incluye el primer conjunto de tarjetas de aprendizaje Reading Disentangled (1834) y el texto Reading Without Tears (1857). A pesar del trabajo de defensores del siglo XIX como Rebecca Smith Pollard, algunos educadores estadounidenses, entre los que destacaba Horace Mann, argumentaban que el método fonético no debía enseñarse en absoluto. Esto condujo al enfoque «mirar-decir», comúnmente utilizado en los libros de lectura Dick y Jane, populares a mediados del siglo XX. Sin embargo, a partir de la década de 1950, inspirados por un estudio histórico del Dr. Harry E. Houtz y espoleados por las críticas de Rudolf Flesch a la ausencia de enseñanza del método fonético (especialmente en su libro Why Johnny Can't Read (Por qué Johnny no sabe leer, de 1955) y Jeanne Chall (autora de Learning to Read the Great Debate - 1967-1995 [Aprendiendo a leer: el gran debate - 1967-1995]), el método fonético resurgió como método de enseñanza de la lectura.
En la década de 1980, el enfoque de la lectura basado en el «lenguaje integral» polarizó aún más el debate en Estados Unidos. La enseñanza del lenguaje completo se basaba en el principio de que los niños podían aprender a leer si (a) tenían la motivación adecuada, (b) acceso a buena literatura, (c) muchas oportunidades de lectura, (d) se centraban en el significado y (e) se les enseñaba a utilizar claves semánticas, sintácticas y grafofonéticas para «adivinar» la pronunciación de palabras desconocidas. Además, en la práctica se suele enseñar a los niños a utilizar imágenes para adivinar una palabra. Para algunos defensores del lenguaje integral, el método fonético era antitética a la hora de ayudar a los nuevos lectores a captar el significado; afirmaban que dividir las palabras en pequeños trozos y volver a ensamblarlos no tenía ninguna relación con las ideas que el autor quería transmitir.
El énfasis del lenguaje integral en la identificación de palabras utilizando el contexto y centrándose sólo un poco en los sonidos (normalmente las consonantes del alfabeto y las vocales cortas) no podía conciliarse con el énfasis del método fonético en las correspondencias individuales sonido-símbolo. Así, surgió en Estados Unidos una dicotomía entre el enfoque del lenguaje integral y el método fonético que provocó un intenso debate. En última instancia, este debate condujo a una serie de paneles encargados por el Congreso y revisiones financiadas por el gobierno sobre el estado de la enseñanza de la lectura en Estados Unidos
En 1984, la Academia Nacional de Educación encargó un informe sobre el estado de la investigación y las prácticas de instrucción en la enseñanza de la lectura, Becoming a Nation of Readers (Convertirse en una nación de lectores). Entre otros resultados, el informe incluye la conclusión de que la enseñanza del método fonético mejora la capacidad de los niños para identificar palabras. También concluye con que las estrategias fonéticas útiles incluyen enseñar a los niños los sonidos de las letras de forma aislada y en palabras, y enseñarles a combinar los sonidos de las letras para producir pronunciaciones aproximadas de las palabras. También afirma que la enseñanza del método fonético debe ir acompañada de oportunidades para identificar palabras en frases e historias significativas.
En 1990, el Congreso pidió al Departamento de Educación de EE.UU. (ED) que recopilara una lista de programas disponibles sobre la enseñanza de la lectura inicial, evaluando cada uno de ellos en función de la eficacia de su componente fonético. Como parte de este requisito, el ED pidió a la Dra. Marilyn J. Adams que elaborara un informe sobre el papel de la enseñanza fonética en la lectura inicial. El resultado fue su libro de 1994 Beginning to Read: Thinking and Learning about Print (Empezar a leer: pensar y aprender sobre la letra impresa). En el libro, Adams afirmaba que la investigación científica existente respaldaba que el método fonético es una forma eficaz de enseñar a los alumnos el código alfabético, desarrollando sus habilidades para descodificar palabras desconocidas. Al aprender el código alfabético, argumentaba, los alumnos pueden liberar la energía mental que emplean en el análisis de las palabras y dedicar este esfuerzo mental al significado, lo que conduce a una mayor comprensión. Además, sugería que se animara a los alumnos a no saltarse las palabras que les resultaran difíciles. En su lugar, deberían dedicar tiempo a estudiar las palabras difíciles y a releer las frases una vez que hayan conseguido descifrarlas. También concluyó que, aunque la enseñanza fonética es un componente necesario de la enseñanza de la lectura, no es suficiente por sí sola. Los niños también deben practicar la lectura de textos siempre que no cometan demasiados errores. A pesar de su estudio, la discusión sobre cómo enseñar a leer, conocida finalmente como «el Gran Debate», no cesó.
En 1996, el Departamento de Educación de California se interesó cada vez más por el uso del método fonético en las escuelas y, en 1997, pidió que en el primer curso se enseñaran conceptos sobre la letra impresa, la conciencia fonémica, la decodificación y el reconocimiento de palabras, y el desarrollo del vocabulario y los conceptos.
En 1997, el Congreso pidió al Director del Instituto Nacional de Salud Infantil y Desarrollo Humano (NICHD) de los Institutos Nacionales de Salud que, en consulta con el Secretario de Educación, convocara un panel nacional para evaluar la eficacia de los distintos enfoques utilizados para enseñar a leer a los niños.
El Consejo Nacional de Investigación reexaminó la cuestión de cuál es la mejor manera de enseñar a leer a los niños (entre otras cuestiones de educación) y en 1998 publicó los resultados en Prevention of Reading Difficulties in Young Children (Prevención de las dificultades de lectura en niños pequeños). Los resultados del Consejo Nacional de Investigación coincidían en gran medida con los de Adams. Llegaron a la conclusión de que el método fonético es una forma muy eficaz de enseñar a los niños a leer a nivel de palabra, más eficaz que lo que se conoce como el enfoque «fonético incrustado» del lenguaje integral (en el que el método fonético se enseñaba de forma oportunista en el contexto de la literatura). Descubrieron que la enseñanza del método fonético debía ser sistemática (siguiendo una secuencia de patrones fonéticos cada vez más complejos) y explícita (enseñando a los alumnos con precisión cómo funcionaban los patrones, por ejemplo, «esto es la b, representa el sonido /b/»).
En 2000 se publicaron las conclusiones del Panel Nacional de Lectura. En él se examinaban estudios de investigación cuantitativa sobre muchas áreas de la enseñanza de la lectura, como el método fonético y el lenguaje integral. El informe Teaching Children to Read: An Evidence-based Assessment of the Scientific Research Literature on Reading and its Implications for Reading Instruction (Enseñar a leer a los niños: una evaluación basada en pruebas de la literatura de investigación científica sobre la lectura y sus implicaciones para la enseñanza de la lectura) proporciona una revisión exhaustiva de lo que se sabe sobre las mejores prácticas en la enseñanza de la lectura en Estados Unidos. El panel informó de que varias destrezas de lectura son fundamentales para convertirse en buenos lectores: conciencia fonémica, método fonético para la identificación de palabras, fluidez, vocabulario y comprensión de textos. Con respecto al método fonético, su metaanálisis de cientos de estudios confirmó los hallazgos del Consejo Nacional de Investigación: la enseñanza fonética (y las habilidades fonéticas relacionadas, como la conciencia fonémica) es una forma más eficaz de enseñar a los niños habilidades de lectura temprana que la fonética integrada o la no enseñanza fonética. El panel descubrió que la enseñanza del método fonético es un método eficaz para enseñar a leer a los alumnos desde el jardín de infancia hasta el sexto grado, y para todos los niños que tienen dificultades para aprender a leer. También concluyó que la enseñanza fonética beneficia a todas las edades en el aprendizaje de la ortografía. También reportaron que los profesores necesitan más formación sobre la enseñanza eficaz de la lectura, tanto antes como durante el servicio.
La Iniciativa de Estándares Estatales Básicos Comunes, impulsada por el Estado, se desarrolló en 2009, debido a la falta de estandarización de los principios y prácticas educativas. El sitio tiene una descripción exhaustiva de los detalles específicos de los Estándares de Artes del Lenguaje Inglés que incluyen las áreas del Principio Alfabético, Conceptos de Impresión, Conciencia Fonológica, método fonético y Reconocimiento de Palabras, y Fluidez. Depende de cada estado y Distrito Escolar desarrollar planes para implementar los estándares. Hasta 2020, 41 estados habían adoptado los estándares, y en la mayoría de los casos han tardado tres o más años en implementarlos. Por ejemplo, Wisconsin adoptó los estándares en 2010, los implementó en el año escolar 2014-2015, sin embargo, en 2020 el Departamento de Instrucción Pública del estado estaba en el proceso de desarrollo de materiales para apoyar los estándares en la enseñanza del método fonético.
El estado de Misisipi aprobó la Ley de Promoción Basada en la Alfabetización en 2013 en parte debido a los malos resultados del Estado en la Evaluación Nacional de Progreso Educativo. El Departamento de Educación de Misisipi proporciona recursos para los profesores en las áreas de conciencia fonémica, método fonético, vocabulario, fluidez, comprensión y estrategias de lectura. En 2019 Misisipi logró un mayor avance en lectura que cualquier otro Estado.
En 2014, el Departamento de Educación de California declaró «Asegurar que los niños sepan decodificar palabras de una sílaba deletreadas regularmente a mediados del primer grado es crucial». Continúa diciendo que «Los alumnos deben tener conciencia fonémica (especialmente capaces de segmentar y combinar fonemas)». En los grados segundo y tercero, los niños reciben instrucción explícita en análisis fonético avanzado y lectura de palabras multisilábicas y más complejas.
En 2015, el sistema de Escuelas Públicas del Estado de Nueva York inició un proceso de revisión de sus Estándares de Aprendizaje de las Artes del Lenguaje Inglés. Los nuevos estándares exigen una enseñanza que implique «experiencias de lectura o alfabetización», así como conciencia fonémica desde preescolar hasta el primer grado, y fonética y reconocimiento de palabras desde el primer grado hasta el cuarto.
En 2015, la Legislatura de Ohio estableció normas mínimas que exigen el uso del método fonético como técnica en la enseñanza de la lectura. Incluye directrices para la enseñanza de la conciencia fonémica, el método fonético, la fluidez, el vocabulario y la comprensión. En febrero de 2017, el Departamento de Educación de Ohio adoptó nuevos estándares de aprendizaje para Artes del Lenguaje Inglés. Incluyen Estándares de Lectura para Habilidades Fundamentales K-12 que establecen claramente un enfoque sistemático para la enseñanza de la conciencia fonológica en el jardín de infantes y el primer grado, y habilidades fonéticas y análisis de palabras a nivel de grado en la decodificación de palabras (incluida la fluidez y la comprensión) en los grados primero a quinto.
En 2016, el What Works Clearinghouse y el Instituto de Ciencias de la Educación, una rama independiente y no partidista del Departamento de Educación de Estados Unidos, publicaron una Guía de Práctica del Educador (con evidencia) sobre Habilidades Fundamentales para Apoyar la Lectura para la Comprensión en Kindergarten a 3.er Grado, que contiene cuatro recomendaciones para apoyar la lectura: 1) Enseñar a los estudiantes habilidades de lenguaje académico, incluido el uso del lenguaje inferencial y narrativo, y el conocimiento del vocabulario, 2) Desarrollar la conciencia de los segmentos de sonidos en el habla y cómo se vinculan con las letras (conciencia fonémica y fonética), 3) Enseñar a los estudiantes a decodificar palabras, analizar las partes de las palabras, y escribir y reconocer palabras (método fonético y fonético sintético), y 4) Asegurar que cada estudiante lea un texto conectado todos los días para apoyar la precisión, fluidez y comprensión de la lectura. Algunas universidades han creado material adicional basado en esta guía.
En 2016, el Departamento de Educación de Colorado actualizó sus Estándares de Alfabetización para Maestros de Primaria con un esquema integral que incluye estándares para el desarrollo en las áreas Fonología; método fonético y Reconocimiento de Palabras; Lectura Automática Fluida; Vocabulario; Comprensión de Textos; y Escritura, Ortografía y Expresión Escrita. Al mismo tiempo, el Departamento de Educación de Delaware elaboró un plan para mejorar los resultados educativos. En él se establece que los programas de preparación de los docentes deben incluir prácticas basadas en evidencias, incluidos los cinco componentes esenciales de la enseñanza de la lectura (conciencia fonémica, método fonético, fluidez, vocabulario y comprensión).
En 2017, una investigación publicada en el Journal of Experimental Psychology ha demostrado que aprender a leer pronunciando palabras (es decir, fonéticamente) tiene un impacto dramático en la precisión de la lectura en voz alta y la comprensión, y concluye que la educación en alfabetización temprana debe centrarse en el enfoque sistemático en las «relaciones entre letras y sonidos» en los lenguajes alfabéticos, en lugar de enseñar «estrategias basadas en el significado», con el fin de mejorar tanto la lectura en voz alta como la comprensión de las palabras escritas.
En 2018, la Association for Psychological Science publicó un artículo titulado Ending the Reading Wars: Reading Acquisition From Novice to Expert. El propósito del artículo es llenar la brecha entre el conocimiento actual de la investigación y la comprensión pública sobre cómo aprendemos a leer, y explicar «por qué la instrucción fonética es tan central para el aprendizaje en un sistema de escritura como el inglés».
En 2018, el Departamento de Educación de Arkansas, Unidad de Apoyo a la Alfabetización, publicó un informe sobre su nueva iniciativa conocida como R.I.S.E. (Reading Initiative for Student Excellence), Iniciativa de Lectura para la Excelencia Estudiantil, que fue el resultado de la Ley del Derecho a Leer, aprobada en 2017. El primer objetivo de esta iniciativa es proporcionar a los educadores el conocimiento profundo y las habilidades de «la ciencia de la lectura» y las estrategias de instrucción basadas en la evidencia. Esto incluye un cambio de enfoque hacia la instrucción basada en la investigación sobre la conciencia fonológica, método fonético, el vocabulario, la fluidez y la comprensión. Los requisitos específicos son que la instrucción de lectura sea sistemática y explícita, e incluya técnicas de decodificación. Parte de la instrucción implica el uso de un libro y una guía de estudio titulados Essentials of Assessing, Preventing and Overcoming Reading Difficulties, de David Kilpatrick.
En 2018, el Minnesota Reading Corps (MRC) publicó informes de evaluación del impacto de sus programas de lectura para niños de preescolar a tercer grado (2017-2018). MRC es una organización participante bajo Americorps en la que los voluntarios tutorizan a estudiantes en riesgo que necesitan apoyo adicional en lectura y matemáticas. Los tutores están capacitados para utilizar actividades e intervenciones de alfabetización basadas en la investigación según lo identificado por el Panel Nacional de Lectura, incluida la conciencia fonológica, el método fonético, la fluidez, el vocabulario y la comprensión. Los informes, presentados por NORC en la Universidad de Chicago, comparan los resultados de los alumnos del programa MRC con los de los alumnos de los grupos de control. Descubrieron que los estudiantes de jardín de infantes de MRC obtuvieron puntajes significativamente más altos en fluidez de sonido de letras, y los estudiantes de primer grado de MRC obtuvieron puntajes significativamente más altos tanto en fluidez de palabras sin sentido como en fluidez de lectura oral.
En 2019, el Departamento de Educación de Minnesota introdujo estándares que requieren que los distritos escolares «desarrollen un Plan Local de Alfabetización para garantizar que todos los estudiantes hayan alcanzado la competencia lectora temprana a más tardar al final del tercer grado» de acuerdo con un Estatuto de la Legislatura de Minnesota que requiere que los maestros de primaria puedan implementar una instrucción integral de lectura y lenguaje oral con base científica en las cinco áreas de lectura de conciencia fonémica, fonética, fluidez, vocabulario y comprensión.[291][292]
En 2019, la Asociación Internacional de Alfabetización publicó un informe titulado Meeting the Challenges of Early Literacy Phonics Instruction. El informe apoya claramente el uso de una instrucción fonética que sea explícita y sistemática, afirmando que «la instrucción fonética es útil para todos los estudiantes, perjudicial para ninguno y crucial para algunos». También ofrece una opinión sobre las diez causas más comunes del fracaso de la instrucción fonética, a saber tiempo inadecuado dedicado al dominio de una nueva destreza fonética, como la combinación (se recomiendan de 4 a 6 semanas); falta de aplicación a la enseñanza real de la lectura; material de lectura inadecuado para practicar las destrezas; demasiada instrucción por parte del profesor y muy poca lectura por parte del alumno; pérdida de tiempo durante las transiciones didácticas; la actitud del profesor y su conocimiento del material de instrucción fonética; lecciones que no son de ritmo rápido y rigurosas; falta de evaluaciones durante un período prolongado de tiempo; esperar demasiado tiempo para la transición a palabras multisilábicas; y énfasis excesivo en los ejercicios fonéticos a expensas de otros aspectos como el vocabulario.
En 2019, la Enciclopedia Best Evidence, parte de la Universidad Johns Hopkins, publicó una revisión de la investigación sobre 61 estudios de 48 programas diferentes para lectores con dificultades en escuelas primarias, y concluyó que:
- Los resultados fueron positivos en el caso de la tutoría individualizada.

- Los resultados eran positivos, pero no tan importantes, en la tutoría individualizada en grupos pequeños.

- No hubo diferencias en los resultados entre los profesores y los ayudantes como tutores.

- La enseñanza adaptativa con apoyo tecnológico no obtuvo resultados positivos.

- Los enfoques para toda la clase (principalmente aprendizaje cooperativo) y para toda la escuela que incorporan la tutoría obtuvieron resultados para los lectores con dificultades tan importantes como los de la tutoría individual, y beneficiaron a muchos más alumnos.

- Los enfoques que mezclan mejoras en el aula y en la escuela, con tutorías para los estudiantes de mayor riesgo, tienen el mayor potencial para el mayor número de lectores con dificultades

En 2019, el 52,8 % de los alumnos de tercer grado de Luisiana obtuvieron una puntuación igual o superior al punto de referencia de lectura del Estado También en 2019, el 26 % de los alumnos de cuarto grado leían en un nivel de competencia según el Nation's Report Card. Ese mismo año, la Legislatura del Estado de Luisiana aprobó la resolución 222 instando al Departamento de Educación a crear la Comisión de Alfabetización Temprana para hacer recomendaciones para implementar un sistema que proporcione una instrucción de lectura efectiva basada en la evidencia para niños desde el nacimiento hasta el tercer grado. El 8 de marzo de 2019, el Departamento de Educación de Luisiana revisó su plan de estudios para Artes del Lenguaje Inglés K-12. Sus Estándares de Lectura para Habilidades Fundacionales incluyen requisitos para la instrucción en el principio alfabético, la conciencia fonológica, método fonético y el reconocimiento de palabras, la fluidez y la comprensión. A partir de 2020, la Junta de Educación Primaria y Secundaria de Luisiana (BESE) revisa las siguientes habilidades: Kindergarten-Conciencia fonémica; Primer grado-Fonética; Segundo grado-Fluidez de lectura; y Tercer grado-Comprensión de lectura.
En 2019, el 30% de los estudiantes de cuarto grado en Texas estaban leyendo en el «nivel de competencia» de acuerdo con la Libreta de Calificaciones de la Nación, en comparación con el promedio nacional del 34%. En junio de ese mismo año, la Legislatura de Texas aprobó el Proyecto de Ley 3 (HB 3 Academias de Lectura) que requiere que todos los maestros y directores de kindergarten a tercer grado «comiencen una academia de logros de alfabetización de maestros antes del año escolar 2022-2023». Se prevé que la formación sea de un total de 80 horas. El objetivo es «aumentar el conocimiento de los maestros y la implementación de prácticas basadas en la evidencia para impactar positivamente en el logro de la alfabetización de los estudiantes». El contenido requerido de la formación de las academias incluye las áreas de Ciencia de la enseñanza de la lectura, Lenguaje oral, Conciencia fonológica, Decodificación (es decir, método fonético), Fluidez y Comprensión.
En 2016, entre 50 países, Estados Unidos obtuvo la 15.ª mejor puntuación en Competencia Lectora para estudiantes de cuarto curso según el Progress in International Reading Literacy Study (PIRLS). De 78 países, Estados Unidos ocupó el decimocuarto puesto en lectura para el estudio internacional PISA para estudiantes de 15 años. En 2019, con respecto a los estudiantes de cuarto grado de las escuelas públicas del país, el 34% se desempeñó en o por encima del «nivel competente» de la Libreta de Calificaciones de la Nación (sólido desempeño académico) y el 65% se desempeñó en o por encima del «nivel básico» de la NAEP (dominio parcial de las habilidades del nivel competente).
En 2021, el estado de Connecticut aprobó una ley relativa al «derecho a leer» que entrará en vigor en 2023. Exige estándares educativos basados en pruebas y en fundamentos científicos y centrados en la competencia en las cinco áreas de la lectura: conciencia fonémica, método fonético, fluidez, desarrollo del vocabulario y fluidez lectora, incluidas las destrezas orales y la comprensión lectora. Ese mismo año, el estado de Carolina del Norte aprobó un proyecto de ley que exige que la enseñanza de la lectura se base en la ciencia de la lectura.
Entre 2013 y 2022, 30 estados han aprobado leyes o implementado nuevas políticas relacionadas con la enseñanza de la lectura basada en la evidencia. En algunos casos, esto requiere la enseñanza del método fonético de manera explícita y sistemática. Sin embargo, estos requisitos no son uniformes y pueden resultar difíciles de aplicar, ya que «las viejas prácticas resultan difíciles de abandonar».
En 2023, la ciudad de Nueva York se propuso exigir a las escuelas que enseñaran a leer haciendo hincapié en el método fonético. En esa ciudad, menos de la mitad de los alumnos de tercero a octavo de primaria obtuvieron una puntuación de apto en los exámenes estatales de lectura. Más del 63% de los examinados afrodescendientes e hispanos no superaron la prueba. Los profesores de primaria tendrán que aplicar uno de los tres programas integrales de lectura en los próximos dos años. La Federación Unida de Profesores celebró el anuncio, pero el sindicato local de directores «no estaba satisfecho» con la falta de opciones. Todos los directores, salvo dos, eligieron la más tradicional de las tres opciones, con una enseñanza explícita y sistemática de las destrezas básicas de lectura y escritura, como el vocabulario y la comprensión lectora.

### Federación Rusa
Según un informe de 1998 en The Baltimore Sun, existe cierto debate en la Federación Rusa sobre el método fonético frente al lenguaje completo, sin embargo, Olga Viktorovna Pronina, autora y profesora en Moscú, supuestamente dijo que hoy en día, la mayoría de los profesores en Rusia te dirían que utilizan el método fonético.
El estudio internacional PISA de 2016 afirma que el método ampliamente utilizado ahora para enseñar a leer en la Federación Rusa fue desarrollado por el famoso psicólogo Daniil Elkonin en la década de 1960. Él sostiene que «los alumnos aprenden a definir la secuencia de sonidos de una palabra y a caracterizar cada sonido... adquiriendo el conocimiento del sistema fonético en una etapa temprana» y «se familiarizan mejor con las habilidades de la lectura».
En 1959, un informe de una revista añade más detalles sobre cómo se utiliza el métofo fonético. Dice que otros observadores informan de que el sistema ruso en el inicio de la lectura es «estrictamente fonético». Sin embargo, no hay lecciones fonéticas separadas, periodos de ejercicios, libros de ejercicios, ejercicios o «artilugios» como se pueden ver en las típicas escuelas americanas. En su lugar, cada nueva letra-sonido se introduce a la vez en palabras significativas que los niños pueden pronunciar en cuanto conocen el sonido de la nueva letra. No hay «mezclas» de sonidos ni «muletillas» como equiparar el sonido de /s/ con snake. En su lugar, «todo el aprendizaje se realiza a ojo y oído a la vez», y la asociación se forma únicamente entre el símbolo impreso y su sonido. Por último, en cada lección se realizan ejercicios para confirmar la comprensión.
Entre 50 países, la Federación Rusa obtuvo la puntuación más alta (581) en Competencia Lectora para estudiantes de cuarto curso según el Progress in International Reading Literacy Study (PIRLS) de 2016.

### Finlandia
Antes de empezar la escuela, normalmente a los 7 años, la mayoría de los niños de Finlandia participan en un año de educación preescolar. La mayoría de los niños ya aprenden a leer antes de empezar la escuela.
Dado que las letras de las palabras finlandesas casi siempre representan los mismos sonidos (y casi todos los sonidos están representados por una sola letra), la mayoría de las palabras son ortográficamente transparentes, lo que las hace comparativamente fáciles de leer.
En primaria, las dificultades de lectura y escritura son el segundo motivo más frecuente (después de los trastornos del habla) de educación especial a tiempo parcial. La prueba de lectura estandarizada más utilizada es la Comprehensive School Reading Test, que abarca la conciencia lingüística, la «descodificación» y la comprensión lectora. En el caso de dificultades leves de lectura, el profesor de la clase puede dar clases de refuerzo a los alumnos, mientras que un profesor de educación especial ayudará con las dificultades de lectura más graves o persistentes. Si estas medidas de apoyo resultan inadecuadas, los alumnos pueden recibir apoyo reforzado o ser transferidos a educación especial a tiempo completo, dependiendo de los planes individuales de enseñanza y aprendizaje.
En el cuarto año de escuela, las técnicas básicas de enseñanza consisten en una amplia práctica de la «correspondencia sonido-letra»; descomposición del discurso en palabras, sílabas y sonidos; reconocimiento de palabras y ortografía a nivel de sonido y oración; lectura y escritura diarias; y estrategias de comprensión.
En 2016, entre 50 países, Finlandia ocupó el quinto puesto en rendimiento en lectura para alumnos de cuarto curso según el Progress in International Reading Literacy Study (PIRLS).

### Francia
En Francia ha habido un fuerte debate sobre la enseñanza fonética («méthode syllabique») frente al lenguaje completo («méthode globale»). A partir de los años 90, los partidarios de este último empezaron a defender el llamado «método mixto» (también conocido como alfabetización equilibrada), en el que se utilizan enfoques de ambos métodos. En Francia se encuentran algunos de los investigadores más influyentes en psicopedagogía, ciencias cognitivas y neurociencias, como Stanislas Dehaene y Michel Fayol, partidarios del método fonético.
Más recientemente, con el nombramiento del académico Jean-Michel Blanquer como ministro de Educación, el ministerio creó un consejo educativo científico presidido por Dehaene. Este consejo apoyaba abiertamente el método fonético. En abril de 2018, el ministro publicó un conjunto de cuatro documentos orientativos para la enseñanza temprana de la lectura y las matemáticas y un folleto en el que se detallaban las recomendaciones sobre el método fonético. Los sindicatos de profesores y algunos pedagogos se mostraron muy críticos con sus posturas y calificaron su perspectiva de «tradicionalista», tratando de llevar el debate a la esfera política. Sin embargo, Blanquer ha declarado abiertamente que el llamado enfoque mixto no es una opción seria.
En 2016, Francia se situó ligeramente por encima de la media en Rendimiento en Lectura para alumnos de cuarto curso según el Progress in International Reading Literacy Study (PIRLS).

### Hungría
La lengua oficial y de enseñanza en la República de Hungría es el húngaro. Sin embargo, en 2010 el 4,6% de los alumnos pertenecientes a minorías (croatas, alemanes, rumanos, serbios, eslovacos y eslovenos) asistían a escuelas o guarderías de lengua materna, bilingües o de enseñanza de idiomas gestionados por minorías.
En Hungría, la guardería (crèche) es una «institución de asistencia social» que atiende a niños de entre 20 semanas y 3 años y ofrece servicios profesionales de guardería y desarrollo. Además, la educación y atención en guarderías es gratuita y obligatoria para los niños de 3 a 6 años. Los niños socialmente desfavorecidos tienen prioridad en la matriculación. Los programas de educación preescolar se centran en el desarrollo de las habilidades de alfabetización emergentes de los niños a través del juego, en lugar de la formación sistemática con el método fonético o la enseñanza del alfabeto.
Según la Enciclopedia PIRLS, el Ministerio de Educación no recomienda explícitamente un método de lectura en particular sobre otro, sin embargo todas las series de libros de texto acreditadas utilizan el «método de sondeo-análisis». La Red Europea de Políticas de Alfabetización (ELINET) 2016 informa de que los niños húngaros de primer y segundo curso reciben instrucción explícita en conciencia fonémica y fonética «como vía para descodificar palabras». En los cursos tercero y cuarto siguen aplicando sus conocimientos fonéticos, aunque el énfasis se desplaza a los aspectos técnicos de la lectura y la escritura más centrados en el significado (es decir, vocabulario, tipos de textos, estrategias de lectura, ortografía, puntuación y gramática).
En 2016, entre 50 países, Hungría obtuvo la decimotercera puntuación más alta en competencia lectora para alumnos de cuarto curso según el Progress in International Reading Literacy Study (PIRLS). El 19 % de sus alumnos obtuvo resultados iguales o inferiores al nivel de referencia bajo en lectura global, justo por encima de la media de la UE del 20 %.

### Irlanda
El currículo escolar en Irlanda se centra en garantizar que los niños sepan leer y escribir tanto en inglés como en irlandés. En 2011, el Departamento de Educación (Irlanda) desarrolló una estrategia nacional para mejorar la alfabetización y la aritmética. La guía de Desarrollo Profesional de los profesores de 2014 cubre las siete áreas de actitud y motivación, fluidez, comprensión, identificación de palabras, vocabulario, conciencia fonológica, método fonético y evaluación. También recomienda que el método fonético se enseñe de forma sistemática y estructurada y vaya precedida de formación en conciencia fonológica.
En 2016, entre 50 países, Irlanda obtuvo la cuarta puntuación más alta en Competencia Lectora para estudiantes de cuarto curso según el Progress in International Reading Literacy Study (PIRLS).
El Programa para la Evaluación Internacional de Alumnos (PISA) de 2018 mostró que los alumnos irlandeses de 15 años estaban significativamente por encima de la media en lectura, ciencias y matemáticas.
El Plan de Estudios de Lengua Primaria de 2019 específica que los resultados de lectura deben incluir el método fonético, conciencia fonológica y conciencia fonémica.

### Noruega
El noruego es la lengua principal de Noruega y el inglés se enseña a partir del primer curso. Los niños entran en primer curso en agosto del año en que cumplen 6 años. La mayoría de los alumnos están matriculados en escuelas públicas (propiedad del gobierno), en contraposición a las escuelas privadas.
En el plan de estudios noruego, las competencias básicas incluyen «la decodificación y comprensión de textos sencillos» (es decir, el método fonético). Al final del segundo curso, los alumnos deben demostrar que comprenden la relación entre «el sonido del habla y la letra».
En 2016, entre 50 países, Noruega obtuvo la octava puntuación más alta en competencia lectora para estudiantes de cuarto curso según el Progress in International Reading Literacy Study (PIRLS), y la vigésima de 78 para jóvenes de 15 años en PISA 2018.

### Nueva Zelanda
A partir de 2018, el Ministerio de Educación de Nueva Zelanda tiene información en línea para ayudar a los maestros a apoyar a sus estudiantes de los años 1 a 3 en relación con los sonidos, las letras y las palabras. Tiene sugerencias específicas en las áreas de lenguaje oral, conciencia fonológica, conciencia fonémica, fonemas y método fonético. También hay ejemplos y libros recomendados sobre la enseñanza fonética, la audición de sonidos en palabras habladas, las sílabas, la combinación de fonemas, el inicio y el ritmo, y los sonidos y las letras (iniciales, finales y medias). En su introducción, afirma que la enseñanza fonética «no es un fin en sí mismo» y que no es necesario enseñar a los alumnos «todas las combinaciones de letras y sonidos».
La puntuación de Nueva Zelanda (523) en el informe PIRLS de 2016 sobre el rendimiento en lectura de los alumnos de cuarto curso se situó por encima de la media de 500 y por debajo de otros países de habla inglesa como Canadá (543), Estados Unidos (549), Inglaterra (559), Irlanda del Norte (565) e Irlanda (567).

### Polonia
El currículo nacional de Polonia considera la lectura como el principal objetivo de la educación primaria, definiéndola como la habilidad técnica de «descodificar grafemas en fonemas y comprender, utilizar y procesar textos escritos» (es decir, el método fonético). La instrucción a menudo consiste en decir a los alumnos cómo deben hacerse las cosas en lugar de dejarles experimentar por sí mismos y experimentar los resultados. Según los investigadores, los profesores rara vez utilizan Internet y otras tecnologías digitales durante la enseñanza de la lectura. Las escuelas polacas no cuentan con especialistas en lectura, pero hay logopedas y pedagogos para ayudar a los alumnos con necesidades especiales o dificultades de aprendizaje. En 1998 se introdujo una campaña nacional para animar a los padres a leer en voz alta a sus hijos durante 20 minutos todos los días.
En 2014, el 10,6% de los jóvenes de 15 años tenía un rendimiento inferior al esperado en lectura, por debajo de la media de la UE del 17,8%. A partir de 2014, se introdujo gradualmente en toda Polonia un programa para proporcionar libros de texto gratuitos. El origen socioeconómico de los estudiantes fue motivo de preocupación en 2015, y los niños de seis años comenzaron la escolarización obligatoria ese año.
Según la Evaluación Internacional de Estudiantes (PISA) de 2000, los alumnos polacos de 15 años leen muy por debajo de la media de la OCDE. Sin embargo, con un renovado énfasis en la lectura, en 2018 Polonia hizo el mayor progreso en lectura desde 1994 y los polacos de 16 a 19 años superaron a sus pares europeos en lectura (décimo de 72 países en PISA).
Polonia ocupó el sexto lugar en el rendimiento en lectura de 4.º grado PIRLS de 2016.

### Portugal
A finales de la década de 1990, el enfoque del lenguaje integral ganó popularidad en Portugal, pero de forma no explícita. Se hacía hincapié en el significado, la lectura por placer y el desarrollo de un enfoque crítico de los textos. La conciencia fonémica explícita y el entrenamiento explícito para la fluidez lectora fueron considerados anticuados por algunas organizaciones de profesores.
Los malos resultados en las comparaciones internacionales llevaron a padres y escuelas a reaccionar contra este enfoque y a insistir en los métodos de instrucción directa. Más tarde, durante el mandato del ministro Nuno Crato (2011-2015), conocido por ser un crítico declarado de los enfoques constructivistas y partidario de los hallazgos de la psicología cognitiva, se establecieron nuevos estándares («metas»). El ministerio convocó a un equipo dirigido por un conocido especialista en lectura, José Morais. Este equipo introdujo un enfoque de enseñanza fonética explícita, poniendo énfasis en la decodificación y la fluidez lectora.
Posteriormente, las evaluaciones internacionales TIMSS y PISA mostraron una fuerte mejora en las áreas de matemáticas, lectura y ciencias entre 2006 y 2015. Los resultados de los estudiantes portugueses se elevaron por encima de las medias de la OCDE y la AIE, alcanzando los mejores resultados de la historia de Portugal. Los resultados en lectura de PISA pasaron de 472 a 498, por encima de Estados Unidos, con 497. Sin embargo, en 2018 Portugal había bajado ligeramente a 492 y Estados Unidos había subido a 505. Algunos analistas explican estos avances por las medidas educativas que Portugal puso en marcha: unos planes de estudio más exigentes, el énfasis en la enseñanza directa, las pruebas estandarizadas, una menor transmisión de capacidades y un entrenamiento explícito de la fluidez en lectura y matemáticas.
En 2016, entre 50 países, Portugal obtuvo la 30.ª mejor puntuación en Competencia Lectora para alumnos de cuarto curso según el Estudio Internacional de Progreso en Competencia Lectora (PIRLS).

### Reino Unido

#### Inglaterra y Gales
En los últimos años ha resurgido el interés por el método fonético sintético, sobre todo en Inglaterra. Desde 2013, todas las escuelas primarias de Inglaterra (gestionadas por las autoridades locales) tienen la obligación legal de enseñar el método fonético sintético en los cursos primero y segundo. Además, cualquier alumno que tenga dificultades para decodificar palabras correctamente en el tercer año debe recibir «urgentemente» ayuda a través de un «programa fonético riguroso y sistemático».
Anteriormente, el método fonético sintético había sido promovido por un grupo multipartidista de parlamentarios, en particular el diputado Nick Gibb. Un informe del Comité de Educación y Habilidades de la Cámara de los Comunes pedía una revisión del contenido fonético en el currículo nacional. Posteriormente, el Departamento de Educación y Competencias anunció una revisión de la lectura en los primeros años, dirigida por Sir Jim Rose, antiguo Director de Inspección del Ofsted (responsable de las normas educativas en el Reino Unido). La revisión, titulada Independent review of the teaching of early reading (Informe Rose 2006), aborda la cuestión de por qué la lectura y la escritura de los niños (especialmente los varones) no han cumplido las expectativas. El párrafo 3.25 del informe final afirma: «Esto sugiere que es mucho más a menudo la naturaleza de la enseñanza que la naturaleza del niño lo que determina el éxito o el fracaso en el aprendizaje de las habilidades “básicas” de la lectura y la escritura». Continúa diciendo que no está sugiriendo que los profesores sean incapaces o no estén dispuestos a desarrollar los conocimientos necesarios, sino que ha habido una confusión sistemática y puntos de vista contradictorios sobre el método fonético. También deja claro que, cuando se trata de los conocimientos y habilidades más amplios requeridos para la lectura y la escritura, el trabajo fonético es «necesario pero no suficiente». Concluye sugiriendo que el desafío se resolverá a medida que la investigación continúe apoyando el método fonético sistemático, y que la formación del profesorado y los programas fonético sistemático producirán «buenos resultados para los niños».
En noviembre de 2010, el gobierno propuso planes para formar a todos los profesores de primaria en el método fonético. El plan de estudios de 2013 tiene «requisitos legales» que, entre otras cosas, los alumnos de primero y segundo curso sean capaces de utilizar el método fonético sintético sistemático en lo que respecta a la lectura de palabras, la comprensión lectora, la fluidez y la escritura. Esto incluye tener habilidades en «sonido a grafemas», «decodificación» y «mezcla». A raíz de esto, Ofsted actualizó su guía para inspectores escolares en 2014 para incluir consejos sobre cómo las escuelas deben enseñar a leer con el método fonético sistemático, incluyendo Getting them Reading Early. Incluye una descripción de la visión simple de la lectura como los procesos de reconocimiento de palabras (reconocer las palabras en la página, libres de contexto y utilizando el método fonético) y los procesos de reconocimiento del lenguaje (comprender el significado del lenguaje). También incluye algunos vídeos para ilustrar sus principios.
En 2015, el Carter Review of Initial Teacher Training (publicado por el Departamento de Educación) pide que la enseñanza basada en evidencias forme parte del marco de la formación inicial del profesorado, y pone como ejemplo un estudio de caso en el que «los alumnos en prácticas de Lectura Temprana deben trabajar junto a un especialista en alfabetización para planificar e impartir una lección fonética a un grupo, evaluar la lección e impartir una segunda lección a la luz de su evaluación».
El Progress in International Reading Literacy Study (PIRLS) de 2016 otorgó a Inglaterra sus mejores resultados desde que comenzaron los estudios en 2001. Nick Gibb atribuye este éxito al uso del método sintético sistemático. En marzo de ese año, el Secretario de Estado de Educación publicó un informe titulado Educational Excellence Everywhere (Excelencia educativa en todas partes). El informe afirma que en 2010 el 33% de los alumnos de primaria no alcanzaron el nivel esperado en lectura, sin embargo «desde la introducción del control del método fonético en 2012», esa cifra se ha reducido al 20%. El informe continúa diciendo que todavía tienen mucho que hacer, en particular con los estudiantes desfavorecidos. La comprobación fonética implica que los alumnos lean en voz alta 40 palabras (incluyendo 20 no-palabras). En 2016, el 81% de los alumnos alcanzó el nivel esperado de 32 palabras correctas, frente al 77% de 2015.
En 2016, la London School of Economics publicó un documento en el que apoyaba la enseñanza fonética sintética a los niños desfavorecidos porque ayuda a cerrar la brecha de alfabetización.
En 2018 Ofsted, como parte de su investigación curricular, ha producido un video en YouTube sobre Lectura Temprana. En él se afirma que «es absolutamente esencial que cada niño domine el código fonético lo antes posible... Por lo tanto, las escuelas exitosas primero enseñan el método fonético primero, rápido y furioso".
En enero de 2019, Ofsted publicó un informe titulado Education inspection framework: overview of research que respalda aún más el método fonético sistemático sintético junto con la conciencia fonémica, la fluidez, el vocabulario y la comprensión.
Aunque se ha expresado preocupación por la prueba de detección de la fonética al final del primer año, algunos informan de que la fonética es especialmente valiosa para los malos lectores y los que no tienen el inglés como primera lengua.
Una investigación publicada en 2022 por dos profesores del University College de Londres no recomienda el uso exclusivo del método fonético para desarrollar la alfabetización de los niños. Su trabajo está respaldado por una revisión sistemática de 55 trabajos de investigación. Un artículo sobre el estudio, publicado en The Conversation concluye: El enfoque de la enseñanza de la lectura en Inglaterra significa que es poco probable que los niños de este país estén aprendiendo a leer con la eficacia que deberían. Los profesores, los niños y sus padres necesitan un enfoque más equilibrado de la enseñanza de la lectura». El propio informe de investigación describe la enseñanza equilibrada como una enseñanza basada en el uso del texto completo y la enseñanza sistemática del código alfabético y otras características lingüísticas. De esta forma, la comprensión del lenguaje escrito se equilibra con una serie de destrezas y conocimientos. El informe hace mucho hincapié en el estudio PISA, que según los críticos es «fundamentalmente defectuoso» y fracasa en su misión. El informe también incluye un análisis de tres provincias canadienses en el que se afirma que Canadá, entre las naciones con dominio del inglés, es la que mejores resultados obtiene en PISA y PIRLS. De hecho, el informe PIRLS de 2016 sitúa a Canadá en el puesto 23 e Inglaterra en el 10.

#### Irlanda del Norte
En 2007, el Departamento de Educación (DE) de Irlanda del Norte fue obligado por ley a enseñar a los niños habilidades básicas de conciencia fonológica y la comprensión de «que las palabras están formadas por sonidos y sílabas y que los sonidos están representados por letras (conciencia de fonemas/grafemas)». En 2010, el DE fue más allá al esbozar una nueva estrategia con normas que exigen que los profesores reciban apoyo en el uso de prácticas basadas en la evidencia para enseñar a leer, escribir y hacer cuentas. Se delinearon diez requisitos, incluido un «programa sistemático de fonética de alta calidad» que sea explícito, estructurado, con un buen ritmo, interactivo, atractivo y aplicado en un contexto significativo.
En 2016, entre 50 países, Irlanda del Norte obtuvo la séptima puntuación más alta en competencia lectora para estudiantes de cuarto curso según el Progress in International Reading Literacy Study (PIRLS).
En 2018, en el Rendimiento en Lectura PISA de estudiantes de 15 años, los estudiantes de Irlanda del Norte obtuvieron una puntuación de 505 en comparación con Inglaterra con 507 y la media de la OCDE de 487.

#### Escocia
El método fonético sintético en Escocia tiene sus raíces en el Informe Clackmannanshire, un estudio de siete años que se publicó en 2005. En él se comparaba el método fonético analítico con el fonético sintético y a alumnos aventajados con niños desfavorecidos. El informe concluyó que, utilizando el método fonético sintético, los niños de entornos socioeconómicos más bajos rendían al mismo nivel que los niños de entornos favorecidos en la escuela primaria (mientras que con la enseñanza del método fonético analítico, lo hacían significativamente peor); y los niños rendían mejor o igual que las niñas.
Un seguimiento de cinco años del estudio concluyó que los efectos beneficiosos eran duraderos; de hecho, los resultados positivos en lectura aumentaron.
Posteriormente, Education Scotland llegó a la conclusión de que los programas fonéticos explícitos y sistemáticos, normalmente integrados en un entorno rico en alfabetización, proporcionan un progreso adicional de cuatro meses con respecto a otros programas, como el de lenguaje completo, y son especialmente beneficiosos para los alumnos más jóvenes (de 4 a 7 años). Hay pruebas, aunque menos seguras, de que los programas fonéticos sintéticos pueden ser más beneficiosos que los de fonético analítico; sin embargo, lo más importante es enseñar sistemáticamente.
En los resultados de lectura de PISA 2018 de alumnos de 15 años, la puntuación de Escocia fue superior a la media, 504 en comparación con la media de la OCDE de 487. Escocia no participa en PIRLS.

### Singapur
Singapur tiene un entorno lingüístico diverso con cuatro lenguas oficiales, incluido el inglés, que es la lengua de la educación y la administración. El bilingüismo es la «piedra angular» del sistema educativo, en el que los alumnos aprenden tanto inglés como su propia lengua materna en la escuela. El 99% de los niños asiste a educación preescolar (a partir de los 18 meses de edad), aunque no es obligatoria en Singapur.
El plan de estudios de inglés de Singapur de 2001 abogaba por «un equilibrio entre la decodificación y la enseñanza basada en el significado... el método fonético y el lenguaje integral». Sin embargo, una revisión de 2006 abogaba por un enfoque «sistemático». El plan de estudios posterior, de 2010, no mencionaba el lenguaje integral y recomendaba un programa de lectura equilibrado, interactivo y completo. Hace referencia a Learning to Read: The Great Debate, de Jeanne Chall (1967), y al National Reading Panel (2000), ambos partidarios del método fonético sistemático; y a la Asociación Internacional de Alfabetización (2005), partidaria de una enseñanza equilibrada, afirmando que el método fonético es «necesario pero insuficiente».
El plan de estudios de 2010 aboga por un equilibrio entre la «instrucción sistemática y explícita» y «un entorno lingüístico rico». En él se pedía una mayor enseñanza de las destrezas lingüísticas orales junto con la conciencia fonémica y los elementos clave de descodificación del método fonético sintético, el fonético analítico y el fonético analógico. En concreto, abogaba por la enseñanza de áreas del método fonético como familias de palabras y rimas (por ejemplo, jumps y jumped; bite y kite), segmentación y combinación (por ejemplo,  /k/,  /æ/,  /t/= cat), vocales, consonantes y sílabas. Por último, pedía instrucción en el estudio de las palabras, la gramática, el vocabulario, la escritura y la comprensión.
Singapur recibió la segunda puntuación más alta en lectura (576) después de la Federación Rusa (581) en el informe PIRLS de 2016 sobre alumnos de cuarto curso.

### Suecia
Desde la década de 1860 se «daba por sentado» que el método fonético es una parte importante de la enseñanza de la lectura en los primeros años escolares en Suecia. Sin embargo, en la década de 1990 la Agencia Nacional de Educación (Suecia) animó a los profesores a probar otros métodos, incluido el lenguaje integral.
El rendimiento de Suecia en las evaluaciones internacionales de lectura de cuarto curso (PIRLS) descendió 19 puntos de 2001 (561) a 2011 (542) y se recuperó 13 puntos en 2016 (555), aún por debajo de los resultados de 2001.
Algunos sugieren que las puntuaciones más bajas están relacionadas con el aumento de la inmigración.
En 2016, la Red Europea de Políticas de Alfabetización (ELINET) publicó un informe sobre la alfabetización en Suecia en el que afirmaba que existe una «necesidad urgente» de abordar los descensos en el rendimiento medido por PIRLS y PISA.